# Brigade de sapeurs-pompiers de Paris

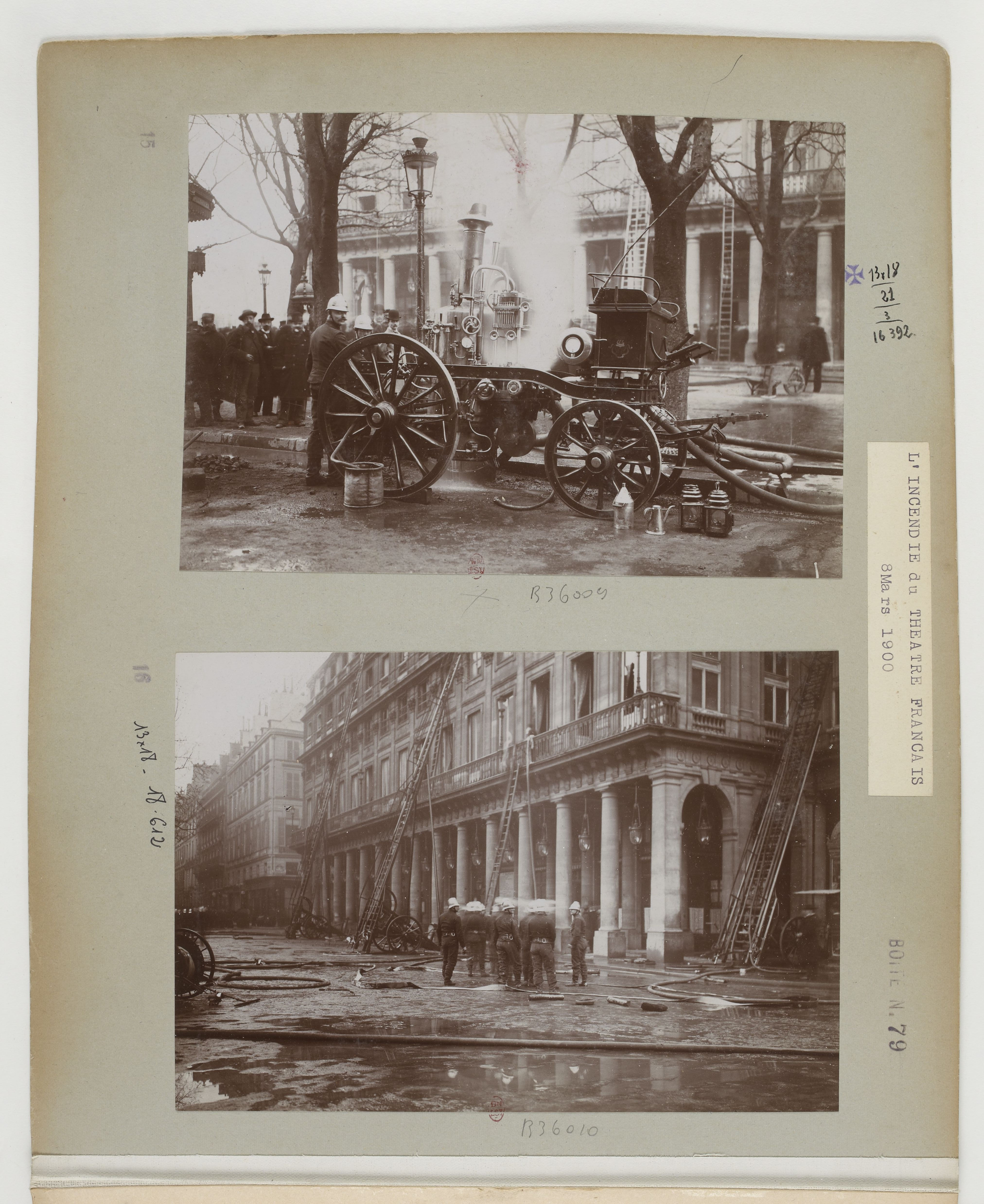
Intervention de la brigade en 1900.

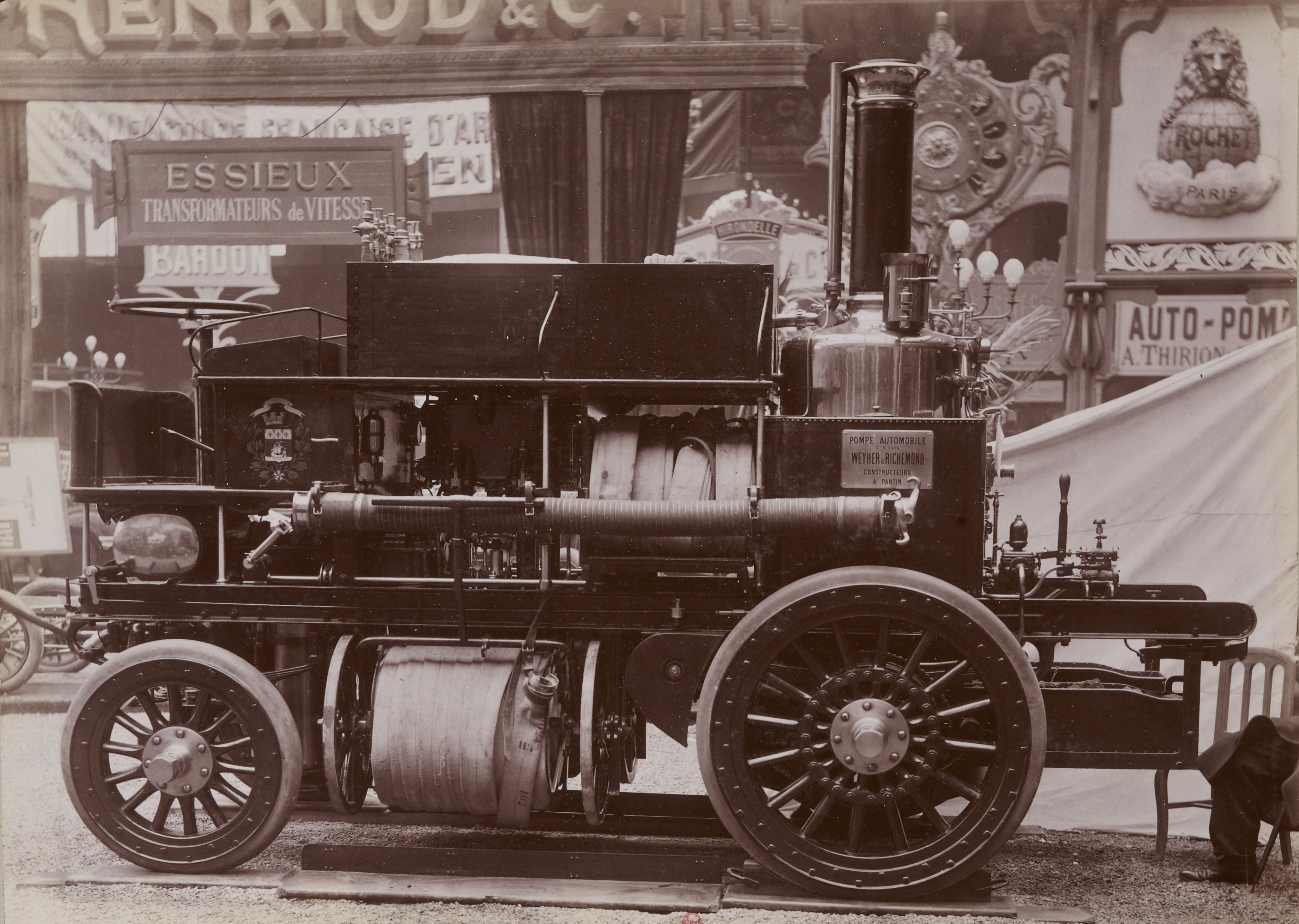
Auto-pompe au Salon de l'Automobile de Paris en 1903.

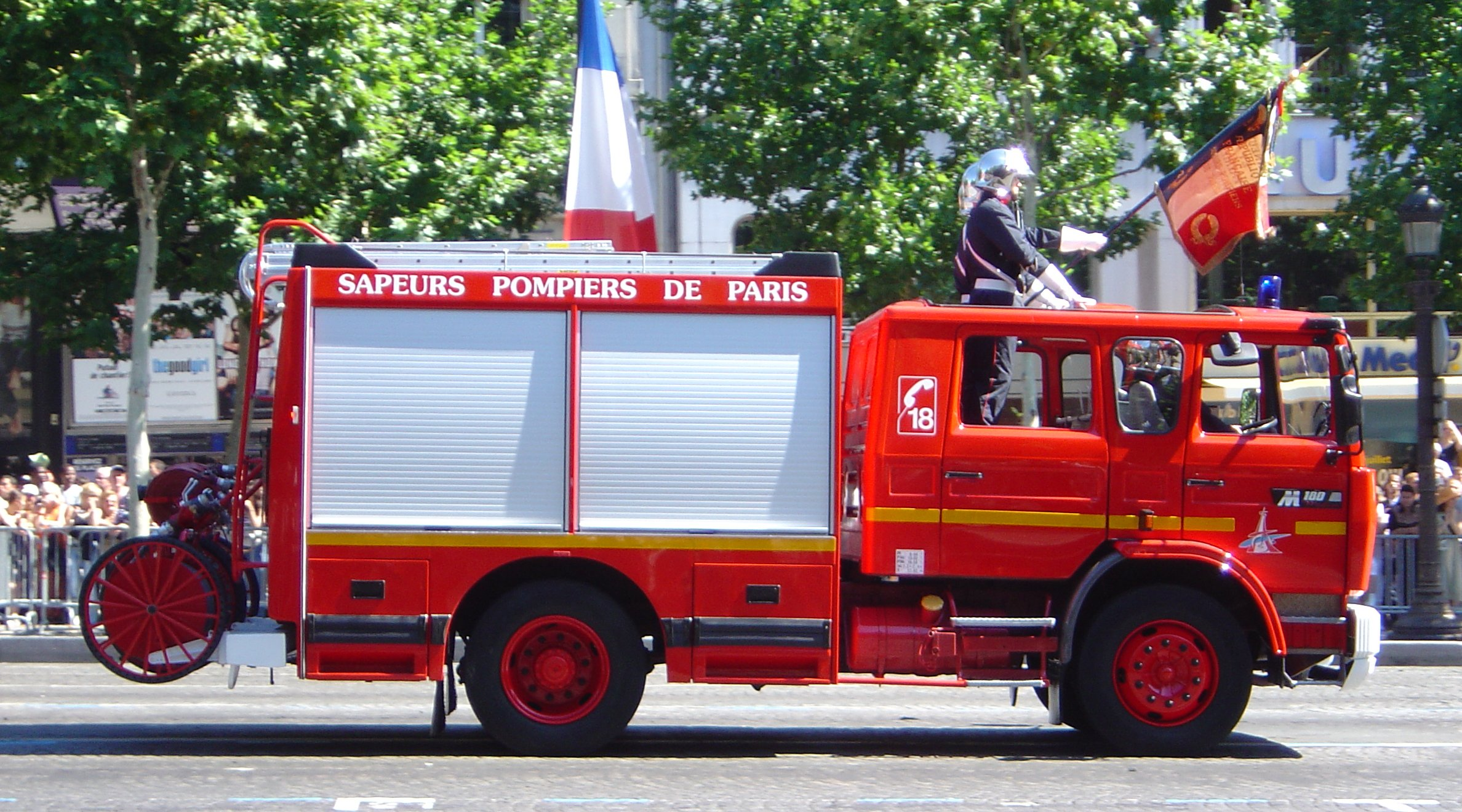
La brigade de sapeurs-pompiers de Paris au défilé du 14 juillet 2003.

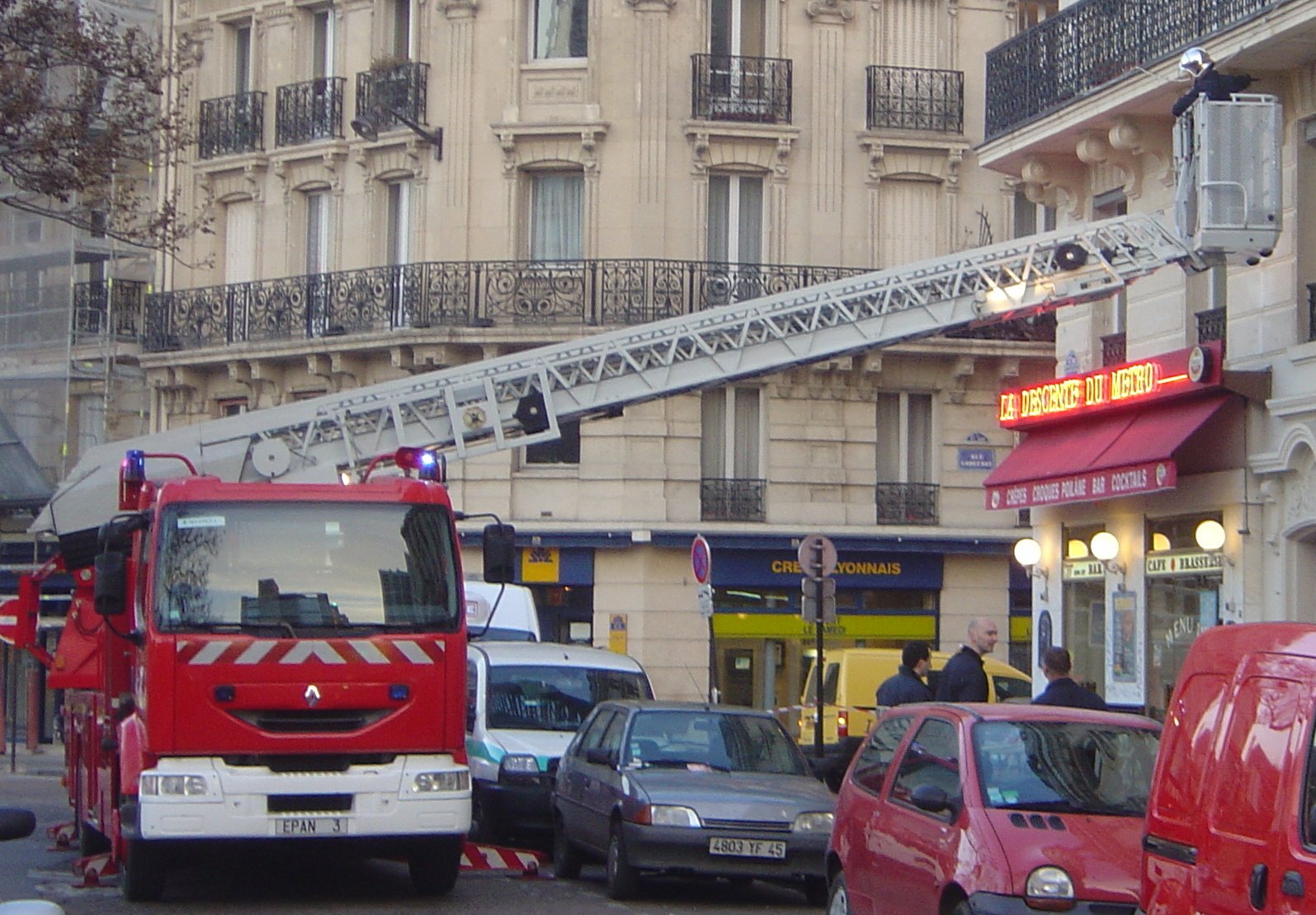
Échelle pivotante automatique en intervention.

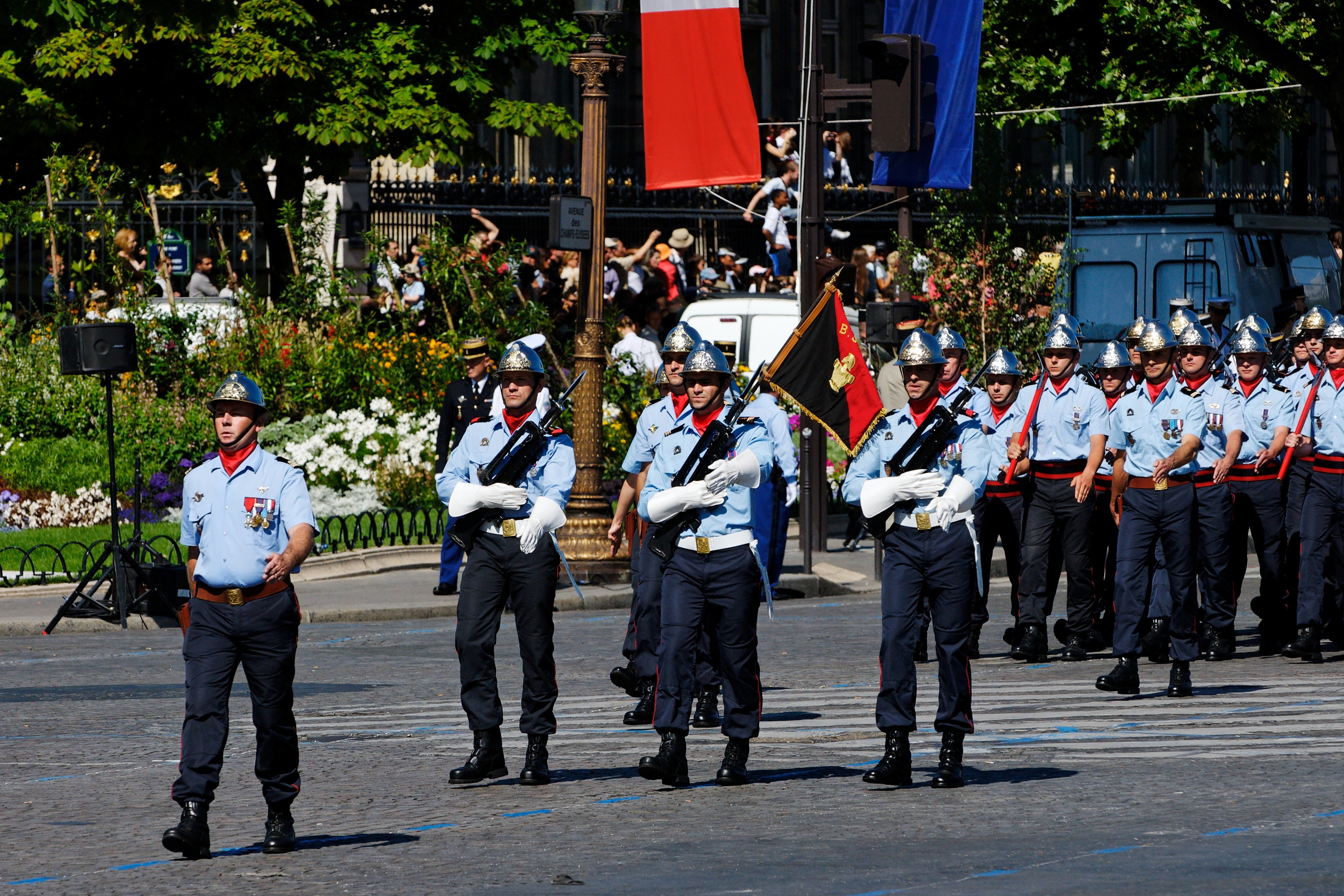
Brigade des sapeurs-pompiers de Paris lors du défilé du 14 juillet 2008 sur les Champs-Élysées à Paris.

La brigade de sapeurs-pompiers de Paris (BSPP), familièrement appelée la Brigade, est une unité du génie de l'Armée de terre française, placée sous l'autorité du préfet de police de Paris. Elle est commandée par le général de division Arnaud de Cacqueray Valmenier depuis le 1er octobre 2024.
Cette brigade, au statut à la fois militaire et civil, intervient sur le territoire de l'agglomération parisienne, dans Paris et ses trois départements limitrophes (« petite couronne ») : Hauts-de-Seine, Seine-Saint-Denis, Val-de-Marne. Elle assure également la protection de la base spatiale de Kourou, en Guyane française, et de la base d'essais de missiles de la DGA, à Biscarrosse.
La devise de la BSPP est : « Sauver ou Périr ». La BSPP comprenait 8 650 sapeurs-pompiers en 2023, dont un peu plus de 300 officiers, environ 1 500 sous-officiers, le reste étant composé de militaires du rang, soit environ 119 pompiers pour 100 000 habitants. La moyenne nationale est de 382 pompiers pour 100 000 habitants, mais la zone couverte par la BSPP est très petite et permet donc des temps d'interventions courts avec un effectif réduit : on compte 9,2 pompiers par km2 dans la zone BSPP, contre 0,34 en moyenne en France.
Le budget annuel de fonctionnement était de 323,7 millions d'euros en 2012, dont 78,2 % de soldes (rémunération et cotisations sociales), 10,5 % de matériel, 8,8 % d'investissement immobilier et 2,5 % de loyers et charges. Les contributeurs à ce budget sont les départements (29 %), la ville de Paris (26 %), le ministère de l'Intérieur (24 %) et les autres communes (21 %)[réf. nécessaire].
La BSPP est actuellement régie par les articles R. 3222-13 à R. 3222-18 du code de la Défense. Elle remplit approximativement le même rôle que les SDIS dans les autres départements français.

## Histoire

### Sous l'Ancien Régime
Pendant longtemps, la lutte contre l'incendie a été à la charge des habitants eux-mêmes ou bien des corps non spécialisés ; cette tâche fut donc confiée successivement au guet royal, au guet bourgeois, aux magistrats communaux. Les anciennes ordonnances de police de 1371, 1395 et 1400 imposaient aux propriétaires d'avoir en permanence un muid d'eau près de leur porte, mais ne donnaient aucune indication quant aux dispositions à adopter en cas d'incendie.
En 1524, le parlement de Paris ordonna que des habitants soient commandés chaque soir par le prévôt des marchands de Paris pour constituer le guet de nuit, que soient constituées des provisions d'eau dans chaque maison, et que des lanternes allumées soient mises aux fenêtres (premier éclairage public à Paris).
Le 7 mars 1670, une ordonnance de police imposa la présence au feu des corporations du bâtiment.
Le 31 juillet 1681, nombre de seaux et brocs fut distribués dans Paris et ses faubourgs, et déposés dans les couvents, chez les échevins, et chez les notables. Un dépôt central était situé à l'hôtel de ville, avec des dépôts secondaires indiqués aux habitants. Mais finalement, il n'y avait guère que les membres des communautés religieuses et des corporations du bâtiment aptes à intervenir, auxquels Louis XIV ajouta alors les Gardes suisses et françaises qui devaient « se porter à l'incendie à la première alerte ».
À cette époque, il y avait alors obligation de maintenir en bon état les puits et puisards, ainsi que tous les moyens de puisage. Cependant, les résultats n'étant pas ceux espérés, en 1699, pour remédier à cette situation, François Dumouriez du Perrier se fit accorder par privilège royal et pour trente ans la construction et la fourniture exclusive des pompes à incendie nouvelles avec boyaux de cuirs.
En 1715, François Dumouriez du Perrier est nommé par Louis XIV au poste de directeur général des Pompes publiques pour remédier aux incendies, sans que le Public soit tenu de rien payer. Il devient le premier pompier professionnel de France.
En 1719, 17 pompes publiques sont réparties dans cinq quartiers de Paris, entretenues et manipulées par une quarantaine de gardiens et sous-gardiens, les premiers pompiers de Paris. Ils ne sont pas encore professionnels :
- trois pompes dans le couvent des Augustins, tenues par Duhamel (serrurier), Herbain (potier), Quenet (menuisier), Laisné (cordonnier), Duhamel (menuisier), Monneton (serrurier), Corbonnot (serrurier) et Legrand (cordonnier) ;
- trois pompes dans le couvent des Carmes, tenues par de La Potte (cordonnier), Pelletier (menuisier), Saintbon (menuisier), Pelletier (serrurier), Carel (menuisier), Baumail dit Montauban (cordonnier), Pied, et Jean (relieur) ;
- trois pompes dans le couvent de la Mercy, tenues par Paris (cordonnier), Granger et Granger (cordonniers), Blanvillain (menuisier), Pilon (cordonnier), Vlu (cordonnier), Champion (tapissier) et Fendoré (cordonnier) ;
- trois pompes aux petits Pères, tenues par Robert (cordonnier), Ferrand, Thibou (serrurier), Le Bret (maître brodeur), Lacour (cordonnier), Masson, Couillard, Compagnon (maître brodeur) ;
- quatre à l’hôtel de ville ;
- une chez François Dumouriez du Perrier, rue Mazarine.

En 1722, Louis XV fonde la Compagnie des Gardes des Pompes du Roy, toujours sous la direction de Dumouriez.
Huit brigades sont créées aux Augustins, aux Carmes, à La Mercy, aux Petits Pères, à La Trinité, aux Jésuites, à l'Oratoire, et aux Capucins. Les pompes sont réparties dans 21 dépôts. Chaque brigade est composée de sept hommes : un inspecteur, un brigadier, un sous-brigadier, deux gardes, et deux sous-gardes. Ils ne sont pas encore des professionnels du feu puisqu'ils exercent toujours leur métier de base (cordonniers, menuisiers, etc.) Dumouriez est secondé par son frère, lieutenant. En outre, quatre hommes sont nommés pour servir de Haut le pied (ou Avertisseurs). La première compagnie de pompiers de Paris comportait alors 62 hommes.
Dumouriez dirige la compagnie jusqu’à sa mort. Son fils lui succède.

### De l'Empire à la Troisième République

Départ des pompiers, film Lumière, 1897

En février 1810, un corps de garde du palais de Saint-Cloud, en surchauffant un poêle, met le feu au salon de la résidence de Napoléon Ier, qui est présent cette nuit-là. Bien que le feu soit rapidement éteint, l'Empereur décide de créer une garde de nuit spéciale à toutes les résidences impériales, garde composée de sapeurs du Génie et transformée le 16 juillet 1810 en compagnie de sapeurs du génie de la Garde impériale. À la suite de l'incendie de l’ambassade d’Autriche, qui cause la mort d'une centaine de convives le 1er juillet 1810, l'Empereur charge le ministre de l'Intérieur et Étienne-Denis Pasquier, préfet de police, de trouver une nouvelle organisation pour remplacer le corps des gardes pompes. 
La proposition d’une formation militaire est retenue et officialisée par décret impérial du 18 septembre 1811, qui crée le bataillon de sapeurs-pompiers de Paris. Quatre compagnies sont formées. Une est installée dans une caserne aménagée pour l'occasion dans les bâtiments de l'ancien hôtel de Chavigny rue de la Culture-Sainte-Catherine, actuelle rue de Sévigné.
Conséquemment à l'extension de Paris en 1860 aux communes limitrophes au-delà des fortifications, le bataillon s'agrandit et de nouvelles compagnies sont créées (8e-9e-10e).

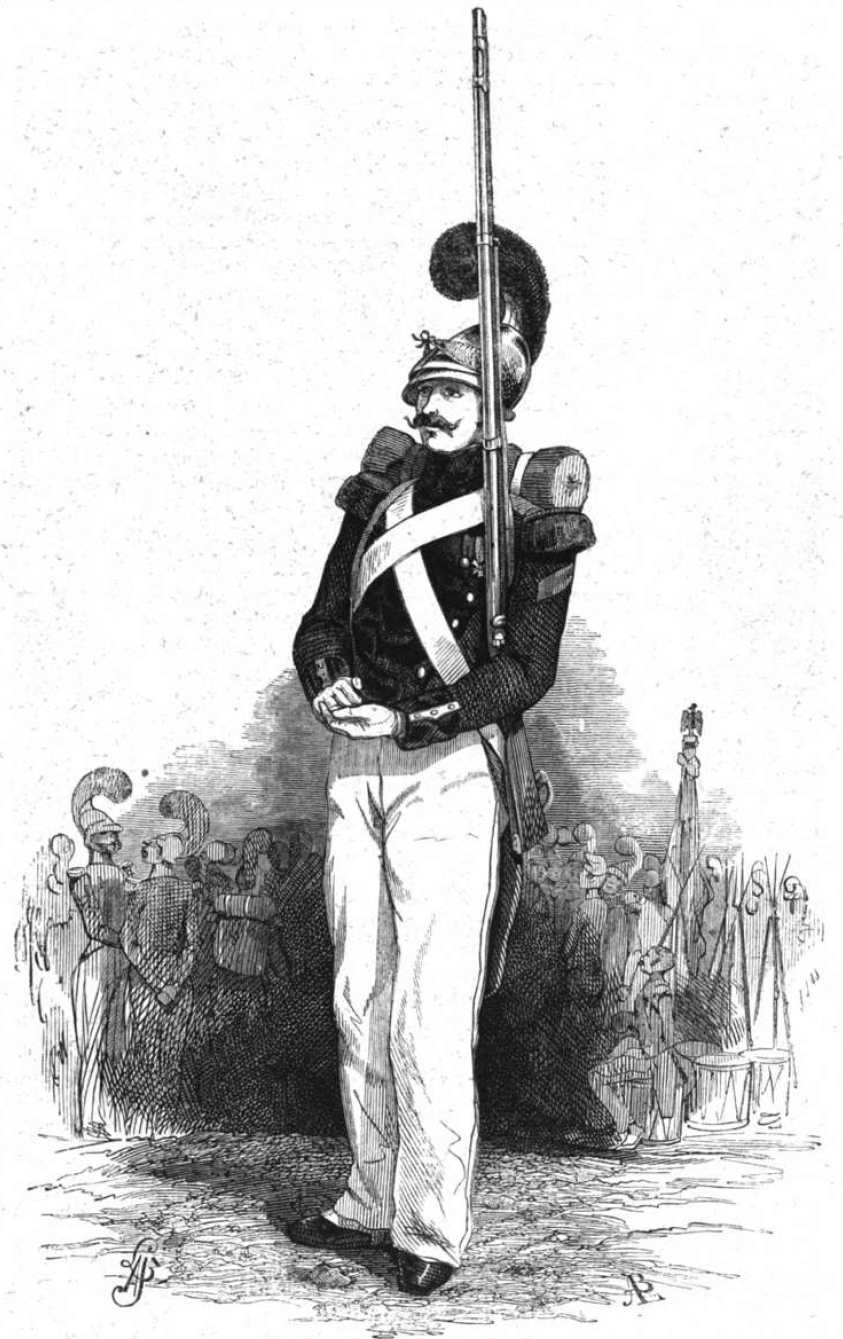
Sapeur-pompier en parade (milieu du XIXe siècle).

Le bataillon devient régiment de sapeurs-pompiers de Paris par décret impérial le 5 décembre 1866.
En 1868, un homme du régiment sort de l'anonymat et devient une véritable célébrité : le caporal Thibault.

### Première et Seconde guerres mondiales

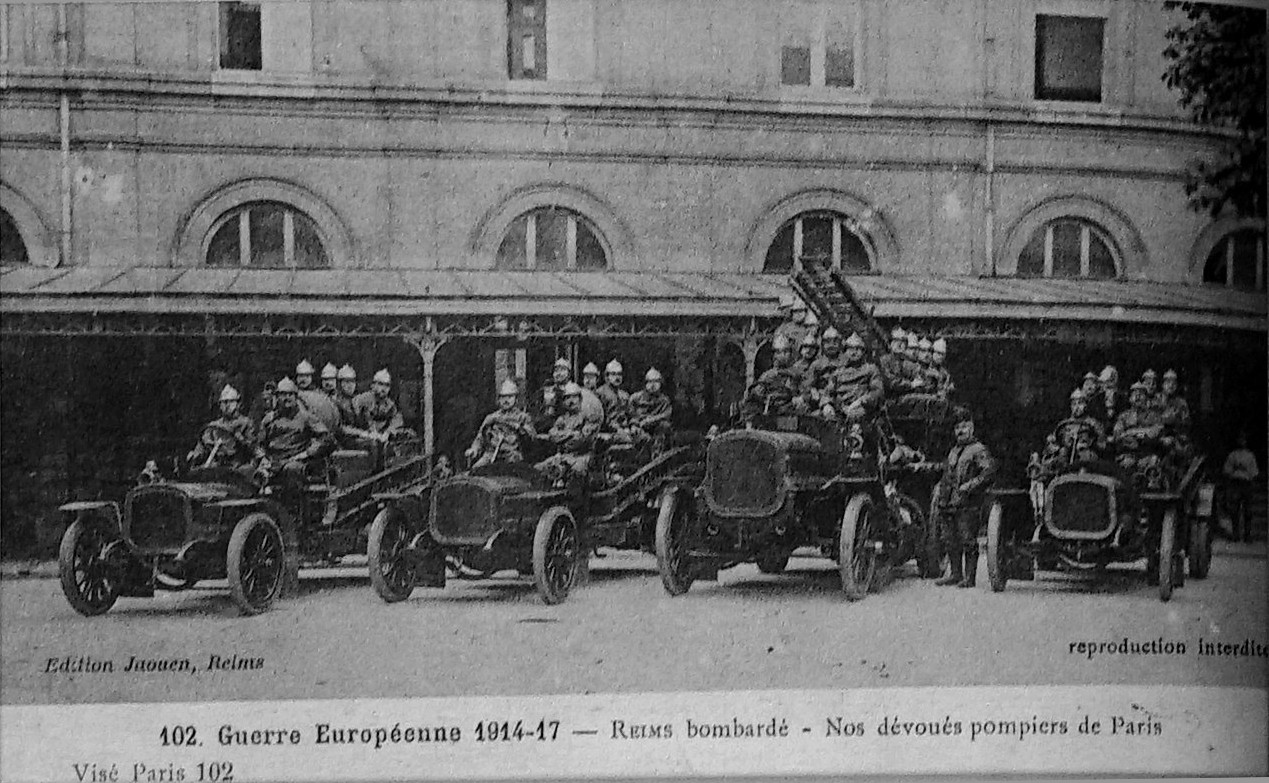
Les pompiers de Paris stationnés à Reims pendant la Grande Guerre.

Pendant la Première Guerre mondiale, trente pompiers de Paris et deux autopompes sont arrivés à Reims début mars 1915 pour combattre les incendies causés par les bombardements,.
Dans la nuit du 5 au 6 juin 1915, à Vauquois, une offensive engage un détachement du régiment, formant la compagnie spéciale 22/6 dite « compagnies Z » rattachée au 1er régiment du génie. Celle-ci dispose d'appareils lance-flammes conçus par le capitaine ingénieur Schilt. Chaque appareil est constitué d'un réservoir cylindrique, contenant un liquide composé de 30 % de pétrole et 70 % d'huile légère de houille, relié à une bouteille d'acétylène dissout. Le mélange est enflammé au moyen de grenades incendiaires. L'effet de souffle produit par l'explosion d'un dépôt de munitions allemand, touché par ce mélange, rabat le liquide enflammé sur les lignes françaises. Parmi les victimes, on dénombre des sapeurs-pompiers et des hommes du 3e bataillon du 31e RI, présents dans les tranchées.

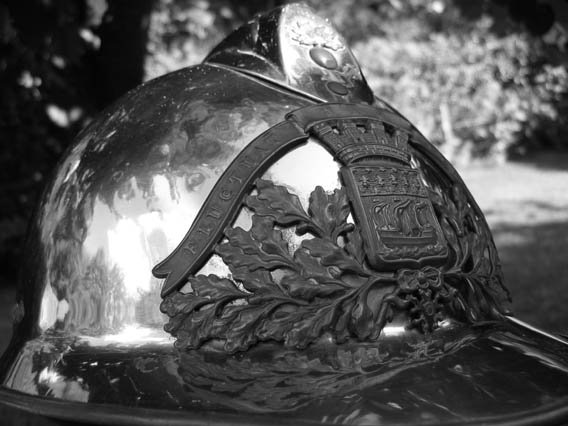
Casque des pompiers de Paris des années 1940.

En 1939, le plan de mobilisation générale fait passer l'effectif du régiment de 53 officiers, 260 sous-officiers et 1 836 militaires du rang à 171 officiers et 7090 sous-officiers et militaires du rang. Des compagnies sont déployées sur l'ensemble des communes de la Seine. La mission du régiment dans ces communes se limite dans un premier temps à une mission de défense passive contre les attaques aériennes, les interventions courantes demeurant sous la responsabilité des communes. Les sapeurs-pompiers communaux, mobilisés dans diverses unités militaires, sont placés progressivement en affectation spéciale pour servir dans le cadre de la défense passive au sein de leur corps de sapeurs-pompiers municipal. Rapidement le maintien de l’organisation communale et la présence de sapeurs-pompiers militaire en attente de bombardement montra ses limites. 
Le décret-loi du 22 février 1940 et la loi no 205 du 5 avril 1943 prévoient que la zone d’intervention du Régiment est étendue aux 81 communes du département de la Seine. 
En 1940, si une partie des effectifs continue son service à Paris et dans la Seine, une autre prend part aux combats qui la conduisent jusqu'à la Loire. Le gouvernement décide de démilitariser le régiment afin qu'il puisse continuer à exercer sa mission dans le futur Paris occupé. Tout en assurant sa mission principale, une partie du régiment sous l'impulsion du capitaine Frédéric Curie participe activement à la résistance notamment à partir de 1942 au sein du groupe « sécurité-parisienne ». Ce groupe mène de nombreuses actions clandestines de renseignement et de sabotage. Durant la semaine de la Libération de Paris les sections secrètes « sécurité-parisienne » assurent de nombreuses liaisons avec les forces alliées, transportent du matériel et des armes, participent directement à la bataille aux côtés des FFI, déploie le premier drapeau sur l'arc de triomphe sous le feu des troupes allemandes, mènent des actions de nettoyage des tireurs embusqués sur les toits, et assurent la sécurité du défilé du général de Gaulle puis des troupes américaines. Durant les opérations de la Libération de Paris, le régiment déplore quinze morts et trente-huit blessés. Parallèlement à ces combats, le 25 août 1944, un commando de sapeurs-pompiers hisse symboliquement au sommet de la tour Eiffel le drapeau tricolore.

### De 1963 à nos jours

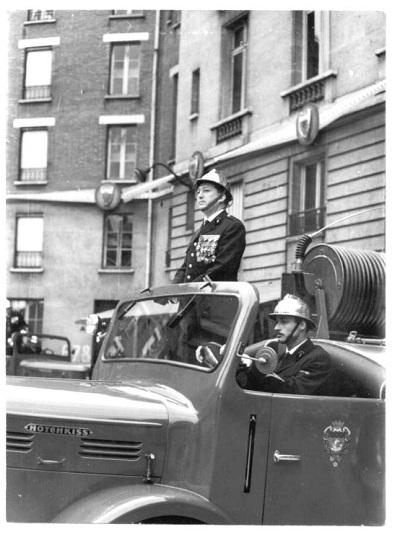
Le général Casso passant en revue des troupes sur un camion Hotchkiss, en 1967.

Rattaché à l'arme de l'infanterie, le régiment est transféré dans l'arme du génie par décret No 65-265 du 2 avril 1965.
La loi du 10 juillet 1964 impose un nouveau découpage administratif en supprimant les départements de la Seine et de Seine-et-Oise, pour ceux de Paris, Seine-saint-Denis, Hauts-de-Seine et Val-de-Marne. La zone d'action du régiment est étendue aux quarante-trois communes du département de Seine-et-Oise intégrées dans les trois nouveaux départements périphériques formant la « Petite Couronne », à partir du 1er janvier 1968.
Après un accroissement des moyens (en personnel et matériels) du Corps pour assurer la défense de Paris et des communes suburbaines de la Seine, le décret no 67-155 du 28 février 1967 dissout le régiment et crée la brigade de sapeurs-pompiers de Paris le 1er mars 1967. Le colonel Casso, qui commandait le régiment depuis 1963, est nommé par le président de la République, Charles de Gaulle, général de ce qui devient alors la brigade de sapeurs-pompiers de Paris. Intervenant personnellement dans près d'une centaine d'intervention de secours, il travaille à la modernisation du corps et à son adaptation pour répondre aux besoins de Paris et la petite couronne. Le général Casso laissera une trace profonde dans la brigade jusqu'à son départ à la retraite en 1970, date à laquelle il fut nommé maire du 17e arrondissement de Paris par le ministre de l'Intérieur, Raymond Marcellin. Il a notamment écrit l'Éthique du Sapeur-Pompier de Paris, apprise par les recrues et lue en caserne. L'esplanade située devant l'état-major de la brigade à Paris porte son nom, tout comme la promotion 2018-2019 du 4e bataillon de l'École spéciale militaire de Saint-Cyr.
Les années 1970 marquent le début de l’ère des centres de secours modernes. En 1973, l'îlot Masséna qui abrite l'état-major du deuxième groupement d'incendie, les services administratifs de la brigade et la 2e compagnie devient la plus grande caserne de pompiers d'Europe. En matière de secours aux victimes, des progrès considérables sont obtenus à partir de 1967 avec la création de la première ambulance de réanimation moderne dite « AR », réalisée sous l'impulsion des médecins des sapeurs-pompiers de Paris. Le plan Rouge, qui n'est que la traduction « sécurité civile » de la manœuvre santé des militaires en cas d'afflux massif des blessés, est mis en œuvre par la brigade en 1978.
Les années 1980 arrivent avec un nouveau lot de changements : police secours est dissous en 1985 et les sapeurs pompiers de Paris deviennent les premiers acteurs de soins d'urgence sur la plaque parisienne.
Un casque révolutionnaire est créé avec la société Gallet. Les tenues textiles remplacent le cuir en intervention. Une nouvelle génération d’engins polyvalents apparaît : les Premier secours évacuation (PSE) ; assurant aussi bien les missions de lutte contre les incendies, que le secours à victime. De nombreux centres de secours de banlieue sont construits pour remplacer un parc vétuste et mal adapté, hérité de l’après-guerre.
Au XXIe siècle, la suppression de la conscription à la fin des années 1990 accélère le processus de professionnalisation, et l'incorporation de premiers sapeurs-pompiers féminins en 2002. À partir de 2007, la brigade opère une nouvelle métamorphose qui porte de cinq à six le nombre des groupements opérationnels.

## Commandants

### Liste des chefs de corps commandant le bataillon de sapeurs-pompiers de Paris (de 1812 à 1866)
- intérim et transition effectués par M. Morisset, suivi par le capitaine-ingénieur Peyre en 1811
- Chef d'escadron De Lalanne : 1812 - 1813
- Lieutenant-Colonel Annet Jean-Baptiste de Plazanet : 1814 - 1830
- Chef de bataillon Pierre Hyppolyte Amillet : 1830 (septembre à décembre)
- Général-maréchal de camp Renou de la Brune : 1830 - 1831
- Colonel Jean Charles Gustave Paulin : 1831 - 1845
- Chef d'escadron d'artillerie de Vives : 1845 - 1848
- Chef de bataillon Terchou : 1848 - 1850
- Chef d'escadron d'artillerie de Vives : 1850 - 1851
- Colonel Charles Nicolas Joseph de la Condamine : 1851 - 1862
- Colonel Pierre Marie Adolphe Willerme : 1861 - 1866

### Liste des chefs de corps commandant le régiment de sapeurs pompiers de Paris (de 1866 à 1967)
Liste des chefs de corps commandant le régiment de sapeurs pompiers de Paris (de 1866 à 1967) :
- Colonel Pierre Marie Adolphe Willerme : 1866 - 1871
- Colonel Saint-Martin : 1871 - 1878
- Colonel Victor Colonieu : 1878-1879
- Colonel Paris : 1879 - 1882
- Colonel Couston : 1882 - 1888
- Colonel Ruyssen : 1889 - 1893
- Colonel Marie-Georges Varigault : 1893 - 1899
- Colonel Detalle : 1899 - 1900
- Colonel Jean Alexandre Edouard Dépruneaux: 1900 - 1902
- Colonel Bellanger : 1902 - 1906
- Colonel Vuilquin : 1906 - 1912
- Colonel Charles Léon Cordier : 1912 -1919
- Lieutenant-Colonel Hivert : 1919 - 1925
- Colonel Pouderoux : 1925 - 1933
- Colonel Islert : 1933 - 1937
- Colonel Barriere : 1937 - 1941
- Colonel Simonin : 1941 - 1943
- Colonel Cornet : 1943 - 1944
- Lieutenant-Colonel Charles Camus : 1944 - 1945
- Colonel Maruelle : 1945 - 1947
- Colonel Maurice Feger : 1947 - 1952
- Colonel Besson : 1952 - 1963
- Colonel Abdon Robert Casso : 1963 - 1er mars 1967

### Liste des officiers généraux commandant la BSPP (de 1967 à aujourd'hui)
- Général de brigade Abdon Robert Casso : 1er mars 1967 - 26 août 1970
- Général de brigade Perdu : 27 août 1970 - 3 janvier 1973
- Général de brigade Charles Férauge : 04 janvier 1973 - 19 décembre 1976
- Général de brigade Georges Gère : 20 décembre 1976 - 31 décembre 1980
- Général de brigade puis de division Jacques Coupez : 1er janvier 1981 - 13 février 1986
- Général de brigade puis de division Pierre Godon : 14 février 1986 - 16 septembre 1990
- Général de brigade puis de division Bernard Fauchier : 17 septembre 1990 - 02 août 1994
- Général de brigade puis de division Jean Martial : 03 août 1994 - 04 août 1998
- Général de brigade puis de division Richard Lefèvre : 05 août 1998 - 1er août 2001
- Général de brigade Jacques Debarnot : 2 août 2001 - 1er septembre 2003 (sera promu général de division le 22 octobre 2003)
- Général de brigade puis de division Bernard Périco : 2 septembre 2003 - 31 octobre 2007 (deviendra général de corps d'armée le 1er septembre 2010)
- Général de brigade puis de division Joël Prieur : 1er novembre 2007 - 31 juillet 2011
- Général de brigade Gilles Glin : 1er août 2011 - 31 juillet 2013
- Général de brigade Gaëtan Poncelin de Raucourt : 1er août 2013 - 31 juillet 2015 (deviendra général de division en 2016, et général de corps d'armée en 2018)
- Général de brigade puis de division Philippe Boutinaud : 1er août 2015 - 31 août 2017
- Général de brigade puis de division Jean-Claude Gallet : 1er septembre 2017 - 29 novembre 2019
- Général de brigade puis de division Jean-Marie Gontier[19] : 30 novembre 2019[2]- 31 juillet 2022 (deviendra général de corps d'armée le 1er août 2022)
- Général de brigade puis de division Joseph Dupré la Tour : 1er août 2022 - 30 septembre 2024
- Général de brigade puis de division Arnaud de Cacqueray-Valménier : à partir du 1er octobre 2024[20]

Pendant la période 1866-1967, période où les sapeurs-pompiers de Paris étaient organisés en régiment, l'officier commandant le régiment était un colonel ou un lieutenant-colonel. Le passage en brigade entraîne de facto une évolution de grade pour l'officier commandant la BSPP, qui devient donc un général de brigade. Ainsi, lors du passage de régiment à brigade, le colonel Casso qui en était le commandant se voit promut au grade de général de brigade. En cours de commandement, le général commandant la BSPP peut devenir général de division.

## Drapeau
Seuls les régiments et les écoles, ainsi que la brigade de sapeurs-pompiers de Paris, ont droit à un drapeau ou un étendard correspondant à leur appellation.
C’est en 1793 que la compagnie des gardes pompes reçoit son premier emblème. Elle le conservera jusqu’en 1869.

### Drapeau Second Empire
Durant le Second Empire, Napoléon III ordonne que les drapeaux portent désormais la marque de l’empereur.
Ainsi, l’ensemble des régiments de France reçoit un nouveau drapeau et, le 23 janvier 1869, le régiment se voit remettre le sien.
Celui-ci porte l’inscription suivante: « l’Empereur Napoléon III au Régiment des Sapeurs-Pompiers de Paris »
Sur le revers : Valeurs, Dévouement, Discipline, Campagne d’Orient.
Cette dernière inscription est liée au fait que le régiment a envoyé de forts contingents durant la campagne de Crimée.
La remise officielle a lieu le 31 juillet sur l’esplanade des Invalides par le maréchal Canrobert, commandant le 1er corps d’armée au Colonel Willermé. Il est accompagné du général commandant la place de Paris et du général chef d’état-major du 1er corps d’armée.
Avant la remise, le maréchal clame en ces termes : « (…) vous voyez sur ce drapeau inscrit les mots : Valeur-discipline-dévouement. Valeur, c’est-à-dire cette vertu qui vous fait affronter tous les dangers pour la défense du pays et le service de l’empereur. Discipline, ce lien qui unit fraternellement celui qui commande à celui qu’il a sous ses ordres. Dévouement, ce n’est pas moi qui vous l’enseignerai. Ne le prodiguez-vous pas à toute heure de votre vie pour la protection et le salut de vos citoyens ? Allons mes amis, ralliez-vous autour de ce drapeau. Qu’il abrite dans ses plis les nobles sentiments qui vous animent et que votre connaissance unisse sa voix à la mienne au cri de « Vive l’empereur ! »

### Drapeau modèle 1880
Au cours de la Guerre franco-allemande de 1870, les opérations militaires aboutissent à la défaite et à la capture de l'empereur Napoléon III à Sedan, le 2 septembre 1870. L'opposition parlementaire, surtout républicaine, menée par Léon Gambetta parvient à mettre en place un gouvernement provisoire, dit de la Défense nationale. La République est proclamée le 4 septembre, au balcon de l’hôtel de ville de Paris.
Avec elle, les régiments doivent une nouvelle fois changer leur drapeau. C’est de cette période que date l’actuel drapeau de la brigade.
Le colonel Victor Colonieu, commandant le régiment depuis 1878 adresse le 11 mars 1879 au général commandant la Place de Paris la lettre suivante :
« Mon général, j’ai l’honneur de vous rendre compte que je viens de recevoir le no 14 de la partie réglementaire du journal militaire officiel contenant la liste des noms de bataille approuvée par le ministre de la Guerre pour être inscrit sur les drapeaux et étendards des Corps de troupe de l’Armée.
Le régiment de Sapeurs-Pompiers n’y est pas mentionné d’aucune façon malgré les dangers auxquels les militaires de tous grades qui en font partie sont journellement exposés, le régiment n’a aucun nom à invoquer pour être mis sur son drapeau, mais je viens vous prier, mon général, de vouloir bien demander à monsieur le ministre de la Guerre que, à l’exemple de la Légion, de la Garde Républicaine, une devise nous soit accordée.
Dévouement et discipline par exemple ; cette devise qui récompense les nombreux actes de courage et de dévouement accomplis jusqu’à ce jour par les hommes du régiment serait pour ceux de l’avenir un encouragement et un devoir de marcher dans les traces de leurs anciens, tout en leur rappelant qu’ils appartiennent toujours à la grande famille militaire et qu’ils sont soumis à toutes les règles qui la régissent… »
Ainsi, le 14 juillet 1880, sur le terrain de Longchamps, le président de la République, Jules Grévy, remet au colonel Paris le drapeau que nous arborons encore à ce jour durant les cérémonies militaires les plus importantes.
En 1902, le jour de la fête nationale, le drapeau est décoré de la Légion d’honneur par le président de la République Émile Loubet.
Durant la Seconde Guerre mondiale, le régiment reste la seule unité militaire constituée de la zone occupée. Menant des opérations de renseignement et de résistance, le régiment et son drapeau sont peu à peu menacés. Par précaution, au cours du mois de juin 1940, l’emblème est donc remis au colonel commandant le 92e RI à Clermont-Ferrand pour qu’il y soit en sécurité.
Mais, le 12 novembre 1942, alors que les Allemands franchissent la ligne de démarcation, il est confié (avec 14 autres drapeaux et étendards) chez la famille Trarrieu. Le drapeau est ramené (dans un faux pot d’échappement lequel pot d’échappement fut remis le 18 juin 1984 au général Coupez pour y être conservé au musée de Champerret) par le commandant Bernard et le sapeur Gilles le 4 juin 1943 et conservé au musée de l’armée.
10 novembre 1944 : lors d’une prise d’armes à l'état-major de Champerret, le drapeau est remis au lieutenant-colonel Camus par le gouverneur militaire de Paris, Marie-Pierre Kœnig.
Le 18 septembre 2005, à la suite du dramatique incendie de l’hôtel de la rue de Provence, le drapeau est décoré de la médaille d'honneur pour acte de courage et de dévouement échelon or par le ministre de l’Intérieur Nicolas Sarkozy.
Depuis le 4 mars 2017, le drapeau a été décoré de la médaille de la sécurité intérieure échelon or (engagement lors des attentats du 13 novembre 2015 en France) par le président de la République François Hollande.
Depuis 2019, la brigade a reçu deux nouvelles médaille d'honneur pour acte de courage et de dévouement échelon or et une médaille de la Défense nationale échelon or avec palme, pour son engagement lors de l'incendie de la cathédrale Notre-Dame de Paris, la tragique explosion rue de Trévise et le terrible incendie rue Erlanger.

### Caractéristiques de l'emblème
Étamine
90 cm sur les 2 côtés
Des couronnes de feuilles de chêne et de laurier sont peintes à l’or fin.
Inscriptions à l'avers : « République française  –  Sapeurs-Pompiers de Paris »
Inscriptions à revers : « Honneur et Patrie – Dévouement et Discipline »
Cravate
90 cm de long, 24 cm de large
3 bandes : bleu, blanc, rouge
Aux extrémités : franges de 8 cm de long
À chaque extrémité et sur une seule face : une couronne composée d’une guirlande de feuilles de chêne et de laurier brodée à l’or fin, accrochée par son milieu à un bracelet fixé au fer de lance.
Fer de lance en bronze doré sur un socle en forme de cartouche oblongue
Avers : « République française »
Revers : « Sapeurs-Pompiers »

### Décorations
La cravate du drapeau est décorée de :
 La croix de la Légion d'honneur, remise par le président de la République, Émile Loubet, le 14 juillet 1902 au Champ-de-Mars ;
  La médaille d'or de la Défense nationale, avec palme pour une citation collective à l'ordre de l’armée, remise en 1er juillet 2019 par Florence Parly, ministre des armées, pour l'engagement des soldats du feu lors de l'incendie de la cathédrale Notre-Dame de Paris ;
 La médaille d’honneur pour acte de courage et de dévouement, échelon or, remise le 18 septembre 2005, à la suite du terrible incendie de l'hôtel de la rue de Provence ;
 La médaille d'honneur pour acte de courage et de dévouement, échelon or, remise le 28 mars 2019 par le ministre de l'Intérieur, Christophe Castaner, en reconnaissance de l'engagement de la BSPP lors des drames de la rue de Trévise et Erlanger, ainsi qu'en reconnaissance du sacrifice de quatre militaires du corps en un an : le sergent-chef Lassus-David, le caporal Henry, le sergent Cartannaz et le caporal Josselin ;
 La médaille d'honneur pour acte de courage et de dévouement, échelon or, remise le 1er juillet 2019 par le ministre de l'Intérieur, Christophe Castaner, en reconnaissance de l'activité opérationnelle particulièrement exceptionnelle, notamment après l'incendie de la cathédrale Notre-Dame de Paris du 15 avril 2019 ;
 La médaille de la sécurité intérieure, échelon or, remise le 4 mars 2017 par le président de la République, François Hollande, sur le parvis de l’hôtel de ville de Paris ;

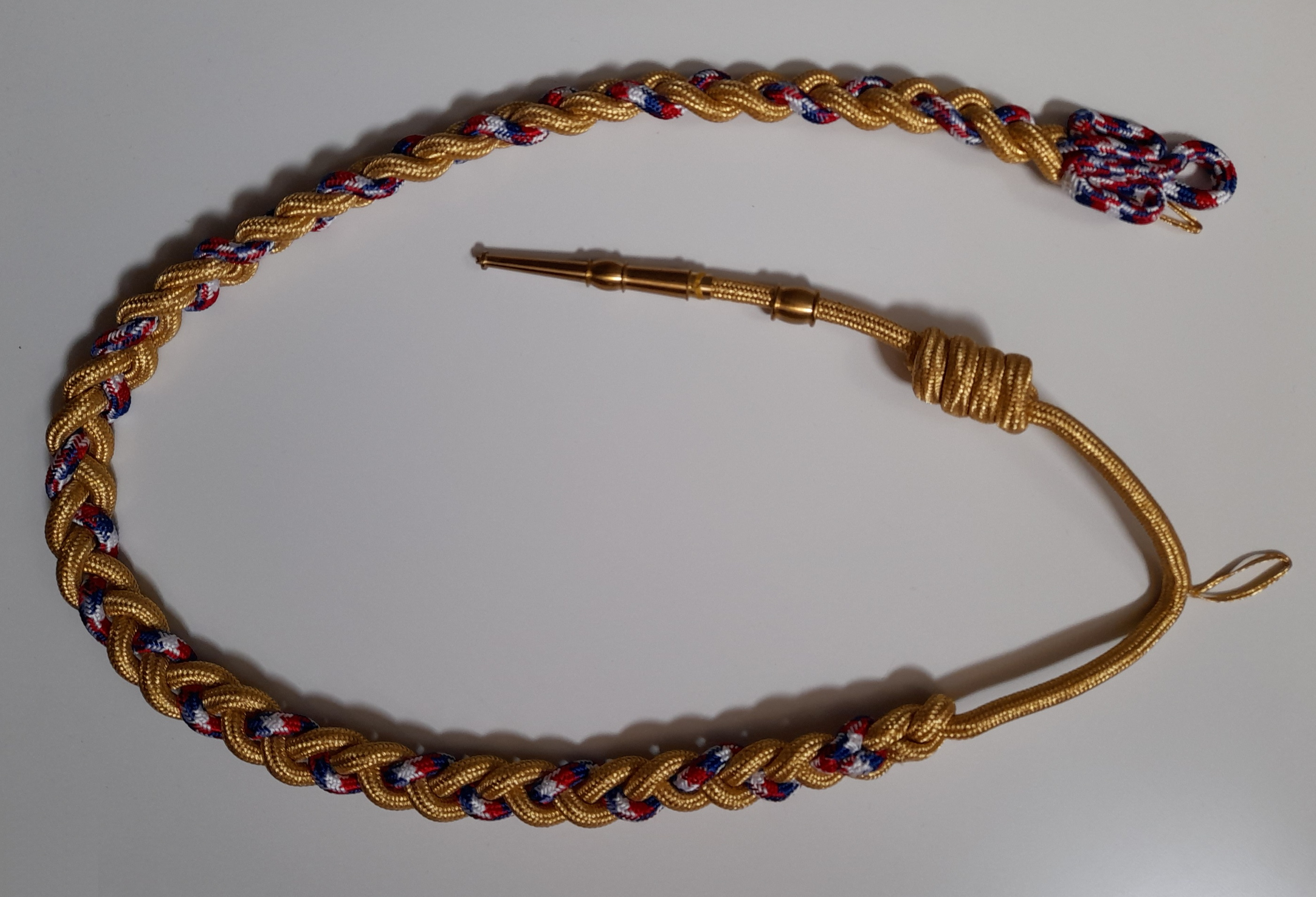

La fourragère d'or pour actes de courage et de dévouement (nouvelle création de la chancellerie), qui matérialise l’obtention de trois médailles pour actes de courage et de dévouement, échelon or.
La BSPP est désormais la seule unité titulaire d'autant de médaille d'honneur pour acte de courage et de dévouement attribuées à titre collectif et de la fourragère d'or.

## Distinctions
- 2015 : La brigade reçoit la médaille de la Ville de Paris échelon vermeil afin de matérialiser la reconnaissance des actions menées par les sapeurs-pompiers lors des tragiques journées du 5-9 janvier.

- 2018 : Le Conseil de Paris attribue la citoyenneté d’honneur à la brigade.

La brigade possède également 5 citations à l'ordre de l'armée (les quatre premières simples et la dernière avec attribution de la médaille d’or de la Défense nationale avec palme):
- 1988 : Pour avoir dépassé les 300 000 interventions annuelles, et l'engagement auprès des détachement d'intervention catastrophes aéromobile en Italie, Algérie, Mexique, et lors de l'accident ferroviaire de la gare de Lyon[25].
- 2005 : Pour avoir réalisé 58 sauvetages lors de l'incendie de l'hôtel Paris-Opéra[26].
- 2011 : Pour avoir dépassé les 500 000 interventions annuelles, pour avoir projeté des personnels de santé auprès des médecins de l'hôpital de Bengazi lors de la première guerre civile libyenne, ainsi que les spécialistes sauvetage-déblaiement et « NRBC » à la suite du séisme de 2011 de la côte Pacifique du Tōhoku[27].
- 2016 : Pour avoir fait face aux attentats terroristes du 5-9 janvier et du 13 novembre[28].
- 2019 : Pour avoir combattu l'incendie de Notre-Dame de Paris[29].

## Chants et marches
Plusieurs chants et marches sont caractéristiques de la Brigade de Sapeurs-Pompiers de Paris. Parmi eux,Paris nous voilà et Sombre Fumée sont les deux principaux.
1. couplet

Paris, nous voilà dans tes rues, si fiers,

Portés par les chemins de fer,

Issus des quatre coins de France entière,

Au feu, nous partirons si fiers.

Paris, nous voilà dans tes rues, ce soir,

Surpris par tout ce désespoir,

Unis, nous irons jusqu’à notre gloire,

Gardant nos pères en mémoire.

Refrain

Paris, voici tes serviteurs dévoués,

Si fiers, tes sapeurs-pompiers
.

2. couplet

Paris, nous voilà dans tes rues en feu,

Brisant la frayeur dans nos yeux,

Défiant le destin des plus malheureux,

Sauver, demeure un vœu précieux.

Paris, nous voilà dans tes rues en sang,

Même si, blessé, tu nous attends,

Tu sais quel sera notre dévouement,

Pour être là au bon moment.

Refrain

3. couplet

Paris, nous voilà dans tes rues blessées,

Victime du plus beau des métiers,

Il faut savoir se relever, discret,

Panser en silence ses plaies.

Paris, nous voilà dans tes rues, toujours,
Fidèles et sans aucun détour,

Foulant les pavés de tous tes faubourgs,

Seulement pour te porter secours

Sauver ou périr.

1. couplet

Sombres fumées

Flammes endiablées

Ce soir vont danser

Dans la ville effrayée

Terrible Cerbère

Gardien des enfers

Crache ta misère

Et se terre derrière,

Refrain

Mais dans la nuit, soldat de la vie

Sort de son lit, réagit et surgit

Pour sauver ou périr

Sauver sans faillir et sans faiblir

2. couplet

Vous dans les cieux

Guerriers morts au feu

Veillez sur ceux

Qui vous vengent du feu

Toi dans mon cœur

Eloigne ta peur

Je suis un sapeur

Et je serai vainqueur

Refrain

3. couplet

Belle dévouée

Vierge blessée

Ton nom va briller

Sur la ville rassurée

Sainte Patronne

Martyre qui chantonne

Barbe tu nous donnes

Le mérite du trône.

## Devise

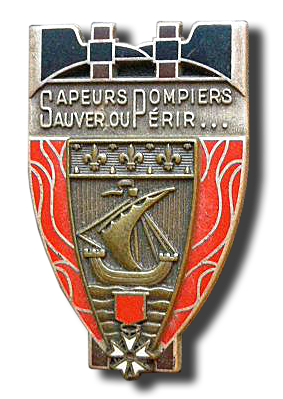
La devise apparaît sur l'insigne.

La devise militaire des sapeurs pompiers de Paris est : « Sauver ou périr ». Elle ne doit pas être confondue avec celle des pompiers français : « Courage et dévouement ».
En 1928, on retrouve la devise « Sauver ou Périr » sur l’insigne de l’Association amicale des anciens militaires du régiment de sapeurs-pompiers de la ville de Paris, forte de presque trois mille membres en 1930. Dans son rapport en date du 9 décembre 1941, adressé au ministre secrétaire d’État à la Guerre, le colonel Simonin, commandant le régiment, décrit l’insigne dont il envisage de doter le régiment dans l’espoir, dit-il : « de ramener chez les cadres et la troupe l’esprit militaire du corps. Cet insigne, qui affectera la forme d’un blason (écu français ancien) portera, en relief, sur fond de flammes, les armes de la Ville de Paris, dont le Régiment assure le service d’incendie depuis le Premier Empire. Ces armes seront surmontées de deux haches, attributs distinctifs du corps et de la devise : « Sapeurs-pompiers — Sauver ou Périr » (ces quatre mots sont liés), devise que chaque officier, sous-officier, caporal ou sapeur doit avoir à cœur de mettre en pratique en toutes circonstances ».
La devise dépasse la seule dimension symbolique : elle traduit l'exigence éthique et morale propre aux sapeurs-pompiers. Inscrite dans leur culture professionnelle, elle reflète un ensemble de règles de conduite issues de l'histoire du métier.
La déontologie des sapeurs-pompiers, qui rassemble à la fois droits, obligations et devoirs moraux, rappelle que l'acceptation des risques et l'esprit de sacrifice sont au cœur de leur engagement. La mission de préserver la vie humaine impose un sens du devoir qui va au-delà des simples prescriptions réglementaires : la devise « Sauver ou périr » incarne cet idéal de service public et de dévouement total envers la population.
Dans cet esprit, les sapeurs-pompiers doivent également observer des principes de solidarité entre camarades, de respect envers leurs chefs et subordonnés, ainsi que d'exemplarité dans la tenue et l'attitude, en hommage aux « morts au feu » et à la mémoire de leur corps.
Les sapeurs-pompiers de Paris ont aussi une éthique propre, formulée ainsi :
Je ne veux connaître ni ta philosophie,

ni ta religion, ni ta tendance politique,

peu m’importe que tu sois jeune ou vieux,

riche ou pauvre, français ou étranger.

Si je me permets de te demander quelle est ta peine,

ce n’est pas par indiscrétion mais bien pour mieux t’aider.

Quand tu m’appelles, j’accours,

mais assure-toi de m’avoir alerté

par les voies les plus rapides et les plus sûres.

Les minutes d’attente te paraîtront longues, très longues,

dans ta détresse pardonne mon apparente lenteur.
— Général Casso, L’éthique du sapeur-pompier de Paris

## Grades
Étant une unité militaire, les personnels de la BSPP porte les galons règlementaires de l'armée de Terre.
Une recrue porte le nom de « sapeur », car la brigade fait partie du Génie.
Particularité, la brigade a été commandée à plusieurs reprises par un général de division.

## Organisation opérationnelle

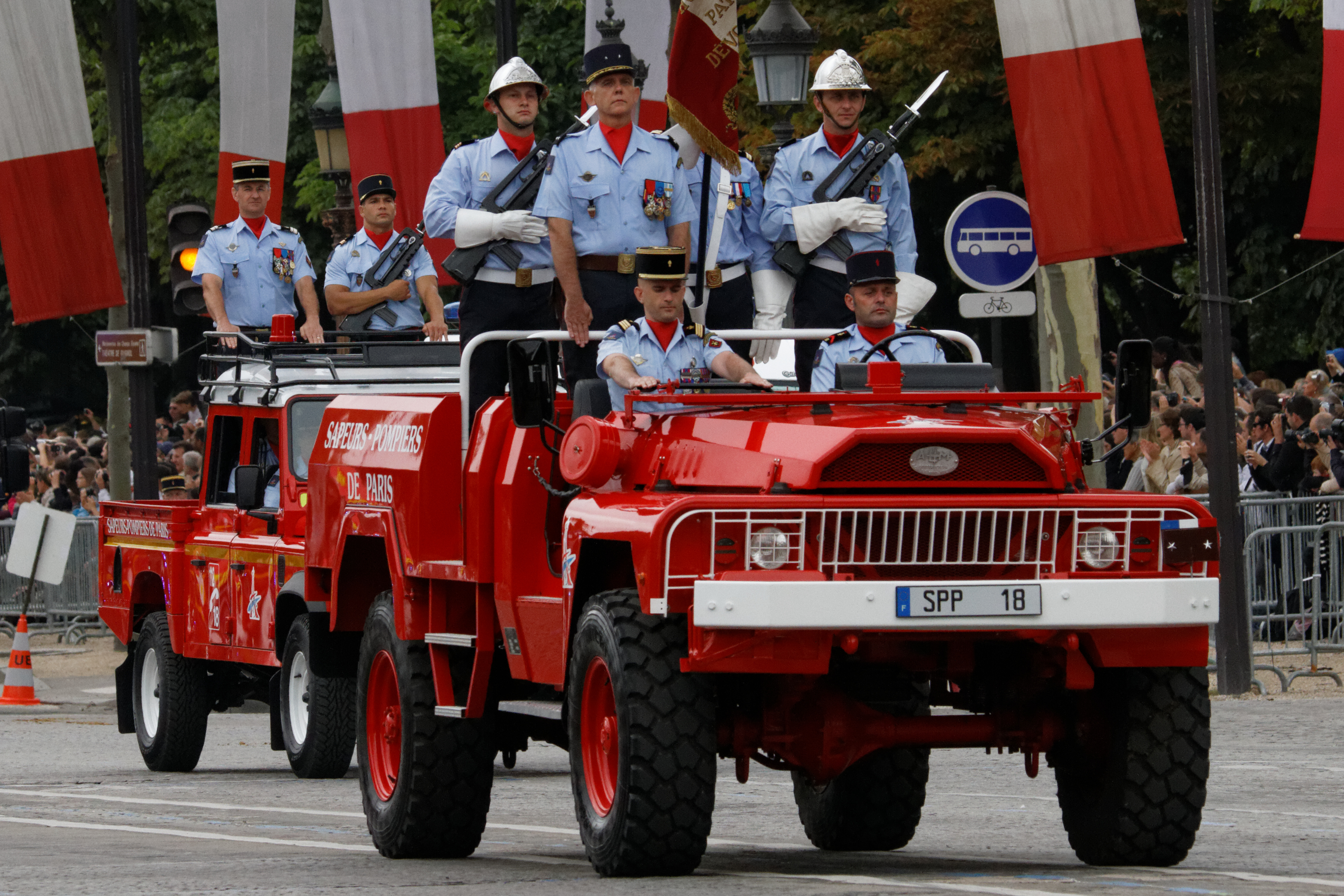
Général Gaëtan Poncelin de Raucourt lors du défilé militaire du 14 juillet 2014.

La BSPP est organisée en six groupements, dont trois groupements d'incendie et de secours (GIS), un groupement de formation, d'instruction et de secours (GFIS), un groupement d'appui et de soutien (GAS) et un groupement des soutiens et de secours (GSS). Elle comprend 71 centres d'incendie et de secours, 3 centres de secours NRBC et deux centres de secours nautiques. Chaque groupement est commandé par un officier supérieur du grade de colonel ou lieutenant-colonel. En voici la description:
- premier groupement d'incendie : Nord-Est de Paris et Seine-Saint-Denis (le poste de commandement est implanté à Montmartre). Ce groupement comptait 1 808 sapeurs-pompiers en 2019, dont 46 officiers, 292 sous-officiers et 1 470 militaires du rang[35].
- deuxième groupement d'incendie : Sud-Est de Paris et Val-de-Marne (PC Masséna, XIIIe arrondissement). Ce groupement comptait 1 600 sapeurs-pompiers en 2019[36].
- troisième groupement d'incendie : Ouest de Paris et Hauts-de-Seine (PC Courbevoie-La Défense). Ce groupement compte 1 802 sapeurs-pompiers en 2019, dont 40 officiers, 308 sous-officiers et 1 454 militaires du rang[37].

Chaque groupement d'incendie est composé de huit compagnies d'incendie, d'une compagnie de commandement et de logistique et d'un service médical, chaque compagnie comprenant entre 2 et 4 centres de secours. Les compagnies sont dirigées par un officier du grade de capitaine, et chaque centre de secours est dirigé par un sous-officier du grade d'adjudant-chef ou adjudant.
Outre donc les trois groupements d'incendies et de secours, la brigade possède trois autres groupements :
- Le GAS : Groupement des appuis et de secours a été créé le 28 juin 2011, fort de près de 950 hommes et femmes il comprend l'ensemble des capacités d'interventions spécialisées de la brigade. Constitué d'un état-major et de 8 compagnies, il a pour missions principales d'assurer :
  - un appui des groupements d'incendie et de secours dans les domaines de spécialité nucléaire, radiologique, biologique et chimique, cynotechnique, les interventions en milieux périlleux, la recherche sauvetage en milieu urbain, les interventions aquatiques et subaquatiques.
  - un appui aux établissements et sites stratégiques : DGA Essais de missiles de Biscarrosse - SDIS 40 (36e compagnie), CSG de KOUROU (39e compagnie)
  - un appui spécifique d'établissements particuliers (l'Assemblée nationale, Balard (42e compagnie), l'Élysée, l'hôtel des Invalides, le ministère de l'Intérieur, le ministère de la Justice, le musée d'Orsay, le musée du Louvre (43e  compagnie), le ministère des Armées, la BNF (41e compagnie)
- le GSS : Groupement des soutiens et de secours qui comprend six compagnies : la compagnie de commandement et de logistique no 5 (29e compagnie), la compagnie de maintenance (32e compagnie), la compagnie de soutien communs(33e compagnie), la compagnie des soutien de l'infrastructure (34e compagnie), la compagnie de commandement et de transmission (37e compagnie), et la compagnie télécommunications et informatique (47e compagnie). Ce groupement est implanté sur de multiples sites du secteur de la brigade notamment Champerret, Gennevilliers-Port, Port Royal, Voluceau, Masséna, Limeil-Valenton-Villeneuve et Saint-Ouen. Chacun de ces sites ayant une vocation de soutien administratif, opérationnel et logistique.
- le GFIS : Groupement Formation Instruction et de Secours, qui est divisé en deux sites :
  - le CIR : Centre d'instruction des recrues situé à Limeil-Valenton (Val-de-Marne)
  - le CFC : centre de formation des cadres situé au fort de la Briche Saint Denis (Seine-Saint-Denis)

La BSPP assure également, par convention, la protection de sites stratégiques extérieurs à son secteur de compétence territoriale. Il s'agit de compagnies d'incendie spécialisées. Chacune de ces unités élémentaires spécialisées (UES) est commandée par un capitaine :
- Centre spatial guyanais de Kourou (Guyane) : UES Kourou (création 1969);
- Délégation générale pour l'Armement - Essais de missiles - Site Landes (DGA EM / Site Landes) de Biscarrosse : UES Biscarrosse-36e compagnie (création 1966). La 36e compagnie présente notamment la particularité d'intervenir à l'extérieur du site au profit du SDIS 40 (Protocole d'assistance mutuelle DGA/BSPP/SDIS40). Polyvalente, cette compagnie d'incendie, en plus des compétences traditionnelles propres aux missions du sapeur-pompier de Paris, dispose de savoir-faire dans les domaines suivants : feux de forêts, tronçonnage, interventions chimiques, interventions radiologiques, interventions subaquatiques, dépollution et conduite tout-terrain.

Par ailleurs, étant donné leur statut militaire, des pompiers de la BSPP peuvent être désignés pour des opérations extérieures : c'est notamment le cas au titre de la FINUL au Liban.
Le QG de la BSPP est implanté dans l'enceinte de la caserne Champerret à Paris dans le XVIIe arrondissement. En son sein, en plus du centre de secours de Champerret, on y trouve l'État-Major de la BSPP, le centre opérationnel et un certain nombre de services administratifs (ressources humaines, prévisions opérationnelles, etc).
Le centre opérationnel de la BSPP est décliné en plusieurs niveaux.
On y trouve :
- le centre de traitement de l'alerte (CTA), effectuant la réception des appels au 18/112. Depuis 2016, il regroupe en un même endroit avec les appels 18/112 les appels au 17 à Paris et les trois départements limitrophes (92-93-94). Ce regroupement permet une mutualisation des moyens, et une amélioration de la réponse opérationnelle. Ainsi, la coordination est plus efficace, notamment en cas de crise, les deux services (police / pompiers) étant régulés au même endroit. Pour faciliter la réponse lors de la prise d'appel, le CTA s'organise en deux niveaux de réponse. Un premier niveau qui fait le tri et doit classifier le type de demande (très urgent, urgent, non urgent, erreur de numéro, appel ne concernant pas les pompiers ou la police), et le transfère ensuite au second niveau si besoin, qui se concentrera sur le traitement de la demande et sera géré soit par un opérateur police soit un opérateur pompier selon l'intervention.
- une coordination médicale, sous la responsabilité d'un médecin régulateur. Cette coordination travaille en lien avec les opérateurs du CTA selon l'urgence de l'appel, mais son rôle premier est d'effectuer la régulation des bilans des équipes de secours envoyés en réponse (équipes médicales de la BSPP, équipes de prompt secours de la BSPP ou des associations de sécurité civile), lors d'un appel au CTA. Lors de cette régulation, effectuée par un médecin, un infirmier ou un opérateur pompier, selon la nature de l'urgence, il est décidé de l'orientation de la victime prise en charge par les équipes (orientations possibles: pas de nécessité d'être évacuée en milieu hospitalier, évacuation en milieu hospitalier via l'équipe de prompt secours, envoi d'une équipe médicale en renfort sur l'intervention). Enfin, cette coordination fait le lien et la communication avec les centres de réception et de régulation des appels (CRRA) des 4 SAMU présents sur le secteur (SAMU 75, SAMU 92, SAMU 93, SAMU 94), mais aussi avec les permanences de soins et les établissements de santé.
- l'État-Major opérationnel, qui organise la réponse lors de situations importantes, avec plusieurs postures de montée en puissance (immédiate, renforcée et crise). En effet, le centre opérationnel se transforme en poste de commandement en cas de situations critiques sur le secteur (incendies, accidents avec un nombre important de victimes, attentats, interventions à risques ou avec une évolution potentiellement négative, etc) et permet un suivi opérationnel de ces interventions.

### Casernes par groupement et par compagnie
Voici la liste des centres de secours, classés par groupement et par compagnie. Pour chaque compagnie, le poste de commandement de compagnie (PC) est en gras. L'état-major de groupement est suivi d’un astérisque. 

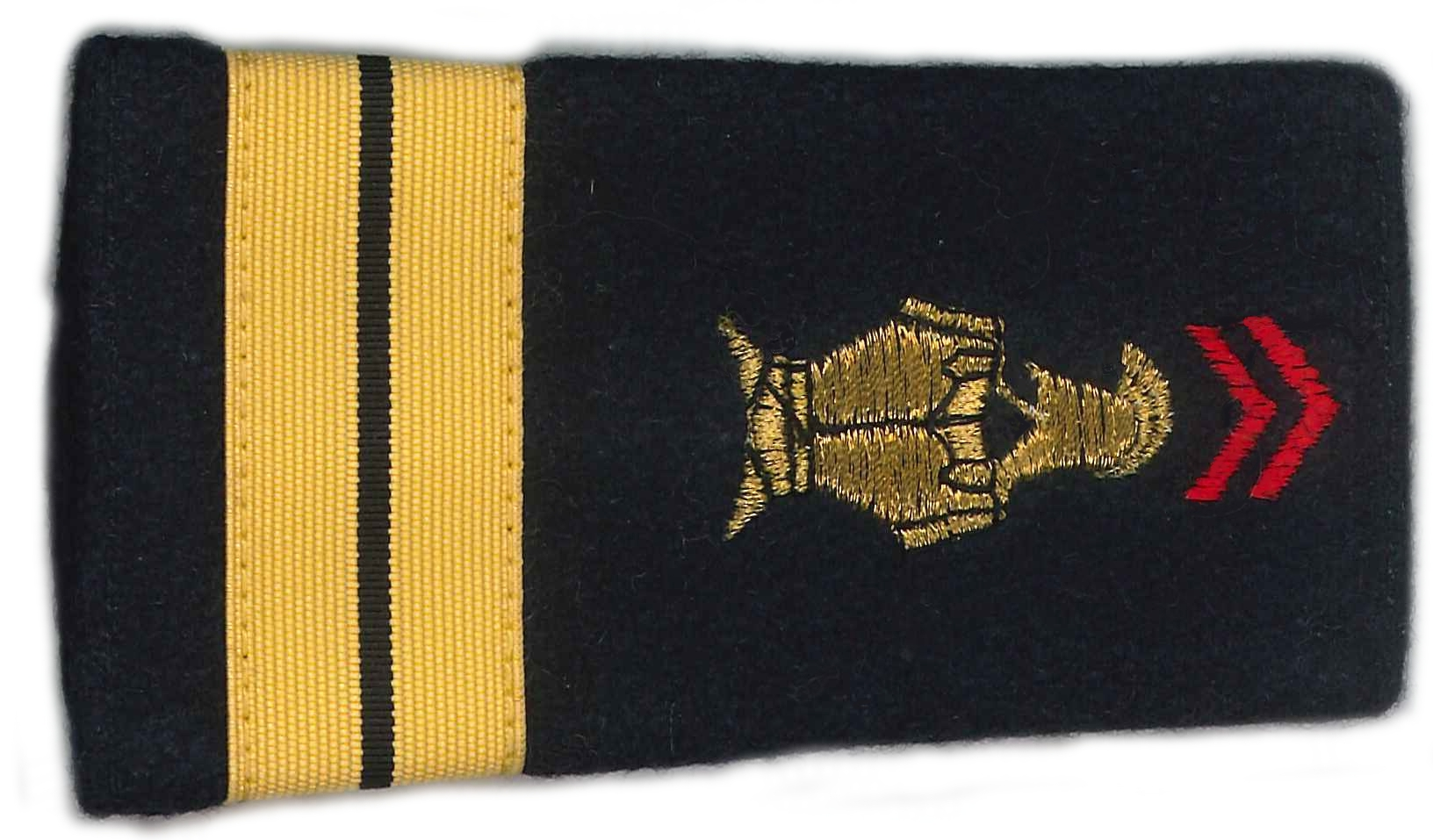
Fourreau d'épaule de lieutenant de la BSPP.

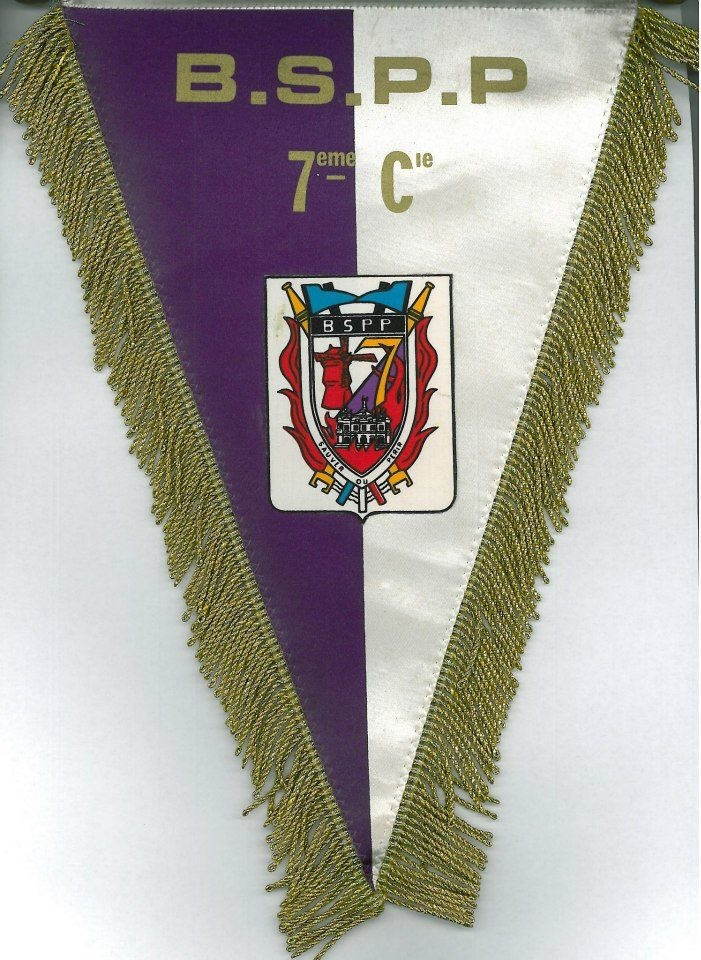
Fanion de la 7e compagnie.

| 1er groupement d'incendie                                | 7e compagnie                                            | 9e compagnie                              | 10e compagnie                        | 12e compagnie                                       | 13e compagnie                                           | 14e compagnie                                                        | 24e compagnie                                  | 26e compagnie                                                | 20e compagnie                                           |
| -------------------------------------------------------- | ------------------------------------------------------- | ----------------------------------------- | ------------------------------------ | --------------------------------------------------- | ------------------------------------------------------- | -------------------------------------------------------------------- | ---------------------------------------------- | ------------------------------------------------------------ | ------------------------------------------------------- |
| 1er groupement d'incendie                                | Blanche Saint-Honoré                                    | Montmartre * Boursault Saint-Ouen         | Château-Landon Bitche Pantin         | Ménilmontant Charonne                               | Aulnay-sous-Bois Le Blanc-Mesnil Tremblay-en-France     | Clichy-sous-Bois Bondy Drancy                                        | Montreuil Neuilly-sur-Marne Villemomble        | Saint-Denis Aubervilliers La Courneuve Pierrefitte-sur-Seine | Compagnie de commandement et de logistique 1 Montmartre |
| 2e groupement d'incendie                                 | 1re compagnie                                           | 2e compagnie                              | 8e compagnie                         | 11e compagnie                                       | 15e compagnie                                           | 17e compagnie                                                        | 22e compagnie                                  | 23e compagnie                                                | 19e compagnie                                           |
| 2e groupement d'incendie                                 | Chaligny Nativité Vincennes                             | Masséna * Poissy Ivry-sur-Seine           | Rousseau Château d'eau               | Sevigné Parmentier                                  | Champigny-sur-Marne Nogent-sur-Marne Noisy-le-Grand     | Créteil Maisons-Alfort Villeneuve-Saint-Georges                      | Rungis Choisy-le-Roi Villejuif Vitry-sur-Seine | Saint-Maur-des-Fossés Sucy-en-Brie Villecresnes              | Compagnie de commandement et de logistique 2 Masséna    |
| 3e groupement d'incendie                                 | 3e compagnie                                            | 4e compagnie                              | 5e compagnie                         | 6e compagnie                                        | 16e compagnie                                           | 21e compagnie                                                        | 27e compagnie                                  | 28e compagnie                                                | 18e compagnie                                           |
| 3e groupement d'incendie                                 | Port-Royal Montrouge Plaisance                          | Colombier Malar La Monnaie                | Champerret Dauphine Levallois-Perret | Grenelle Auteuil Issy-les-Moulineaux                | Boulogne-Billancourt Meudon Saint-Cloud                 | Le Plessis-Clamart Antony Bourg-la-Reine Clamart Le Plessis-Robinson | Gennevilliers Asnières-sur-Seine Colombes      | Nanterre Courbevoie* Puteaux Rueil-Malmaison                 | Compagnie de commandement et de logistique 3 Courbevoie |
| 4e GAS : Groupement des appuis et de secours             | 25e compagnie                                           | 36e compagnie                             | 38e compagnie                        | 39e compagnie                                       | 40e compagnie                                           | 41e compagnie                                                        | 42e compagnie                                  | 43e compagnie                                                | 46e compagnie                                           |
| 4e GAS : Groupement des appuis et de secours             | UES ROISSY                                              | UES Biscarosse                            | UES NRBC                             | UES KOUROU                                          | CAS Henri Deglanne Joinville-le-Pont                    | UES BNF                                                              | UES BALARD                                     | UES Louvre                                                   | Compagnie de commandement et de logistique 4 Clichy     |
| 5e GSS : Groupement de soutiens et de secours            | 29e compagnie                                           | 32e compagnie                             | 33e compagnie                        | 34e compagnie                                       | 37e compagnie                                           | 47e compagnie                                                        |                                                |                                                              |                                                         |
| 5e GSS : Groupement de soutiens et de secours            | Compagnie de commandement et de logistique 5 Champerret | Compagnie de maintenance Camp de Voluceau | Compagnie de soutien commun          | Compagnie de soutien infrastructure Limeil-Valenton | Compagnie de commandement et de transmission Champerret | Compagnie télécommunications et informatique Saint-Ouen              |                                                |                                                              |                                                         |
| 6e GFIS : Groupement Formation Instruction et de Secours | 44e compagnie                                           | 45e compagnie                             |                                      |                                                     |                                                         |                                                                      |                                                |                                                              | 31e compagnie                                           |
| 6e GFIS : Groupement Formation Instruction et de Secours | formation no 1                                          | formation no 2                            |                                      |                                                     |                                                         |                                                                      |                                                |                                                              | Compagnie de commandement et de logistique no 6 (CCL6)  |

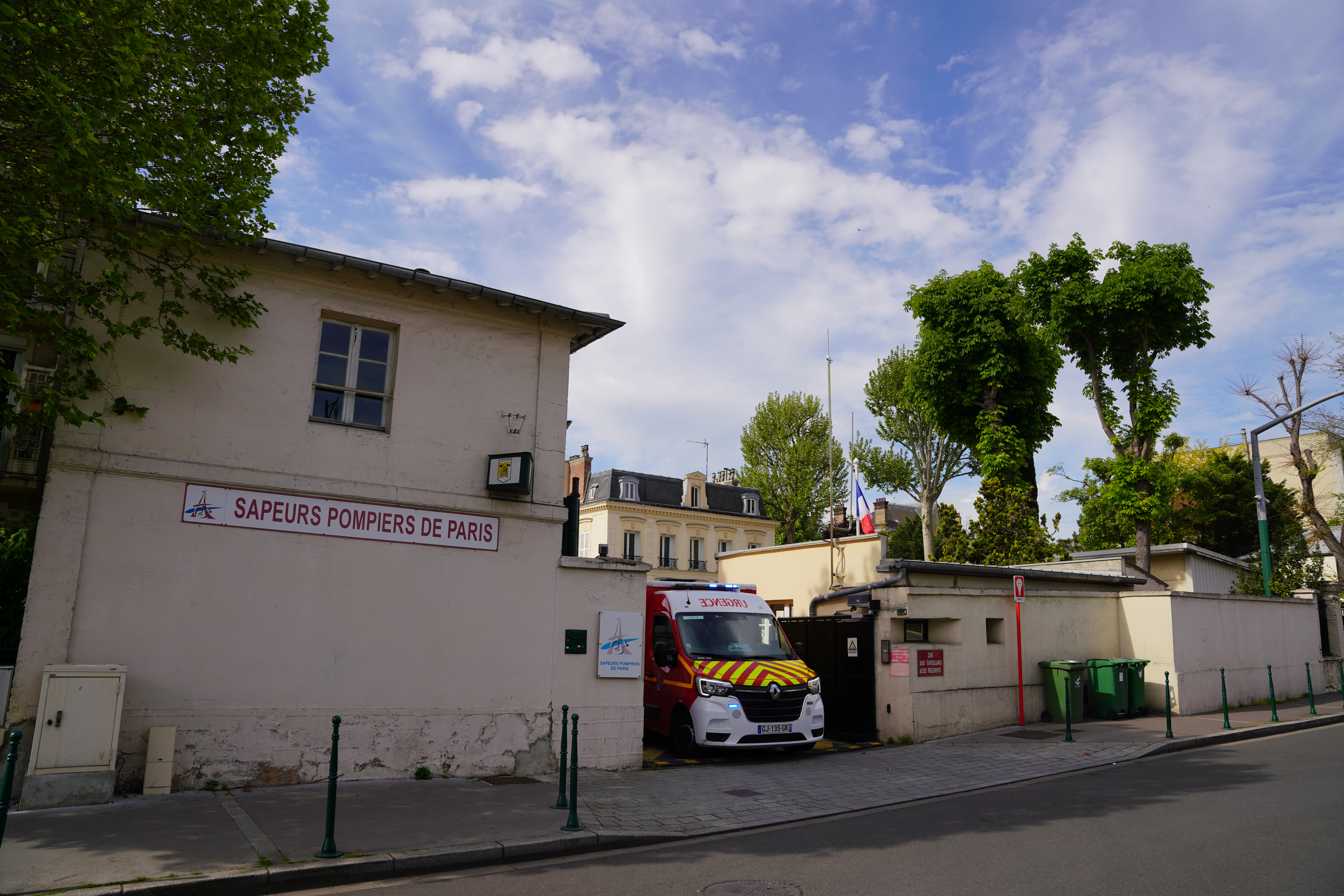
Caserne de Colombes.
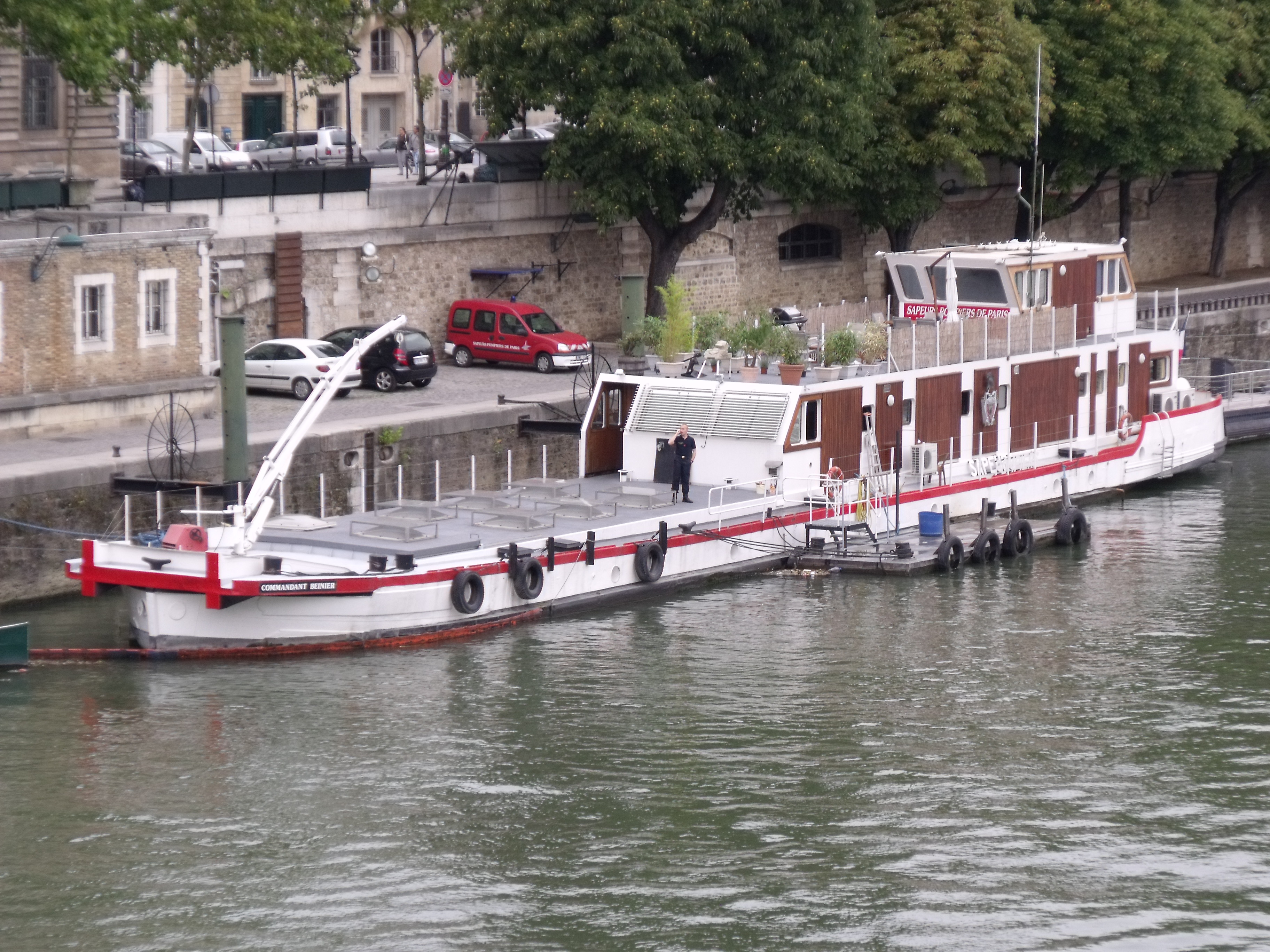
CS La Monnaie.
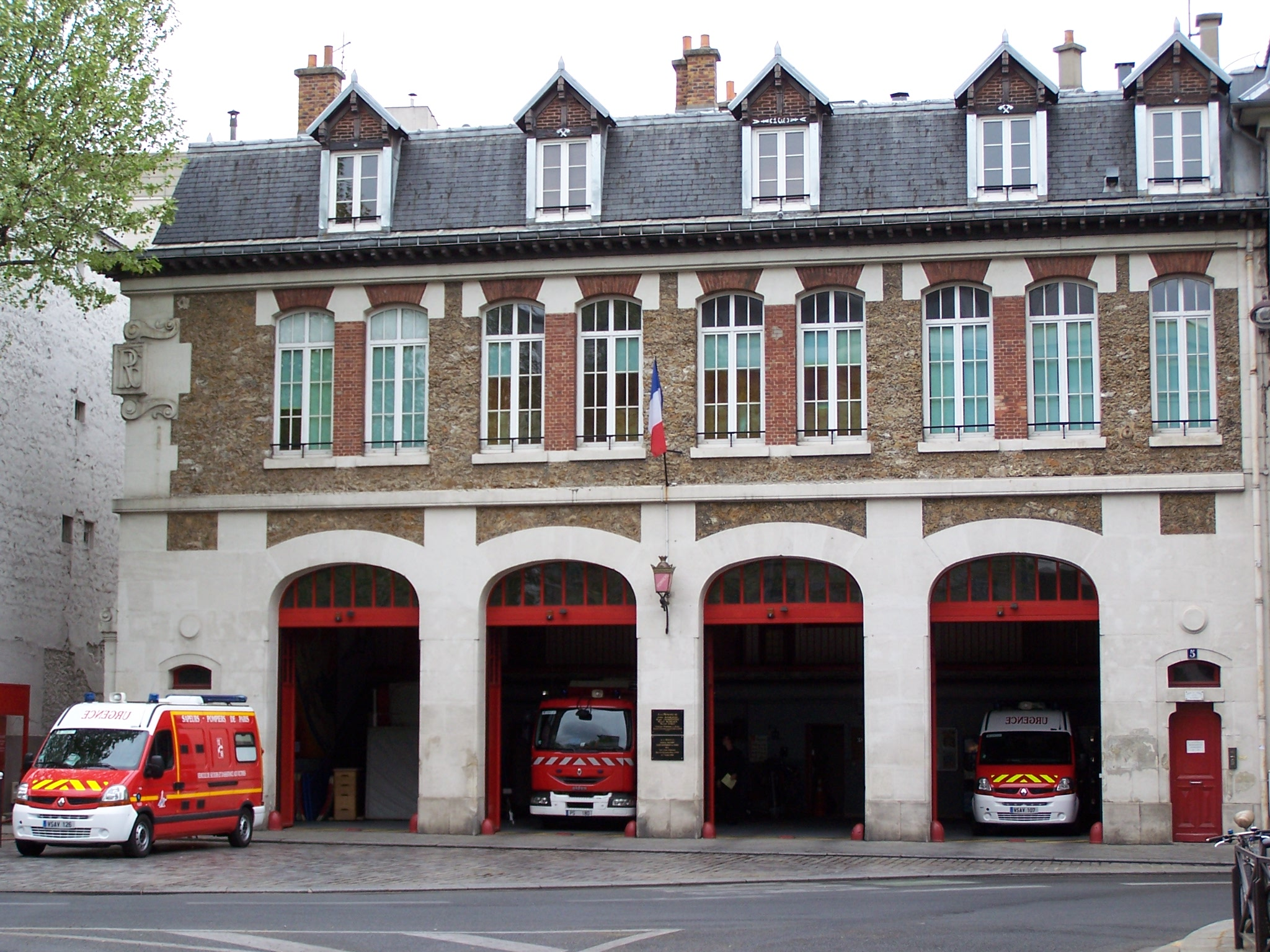
Caserne Nativité, place Lachambeaudie dans le 12e arr.

## Sélection et instruction

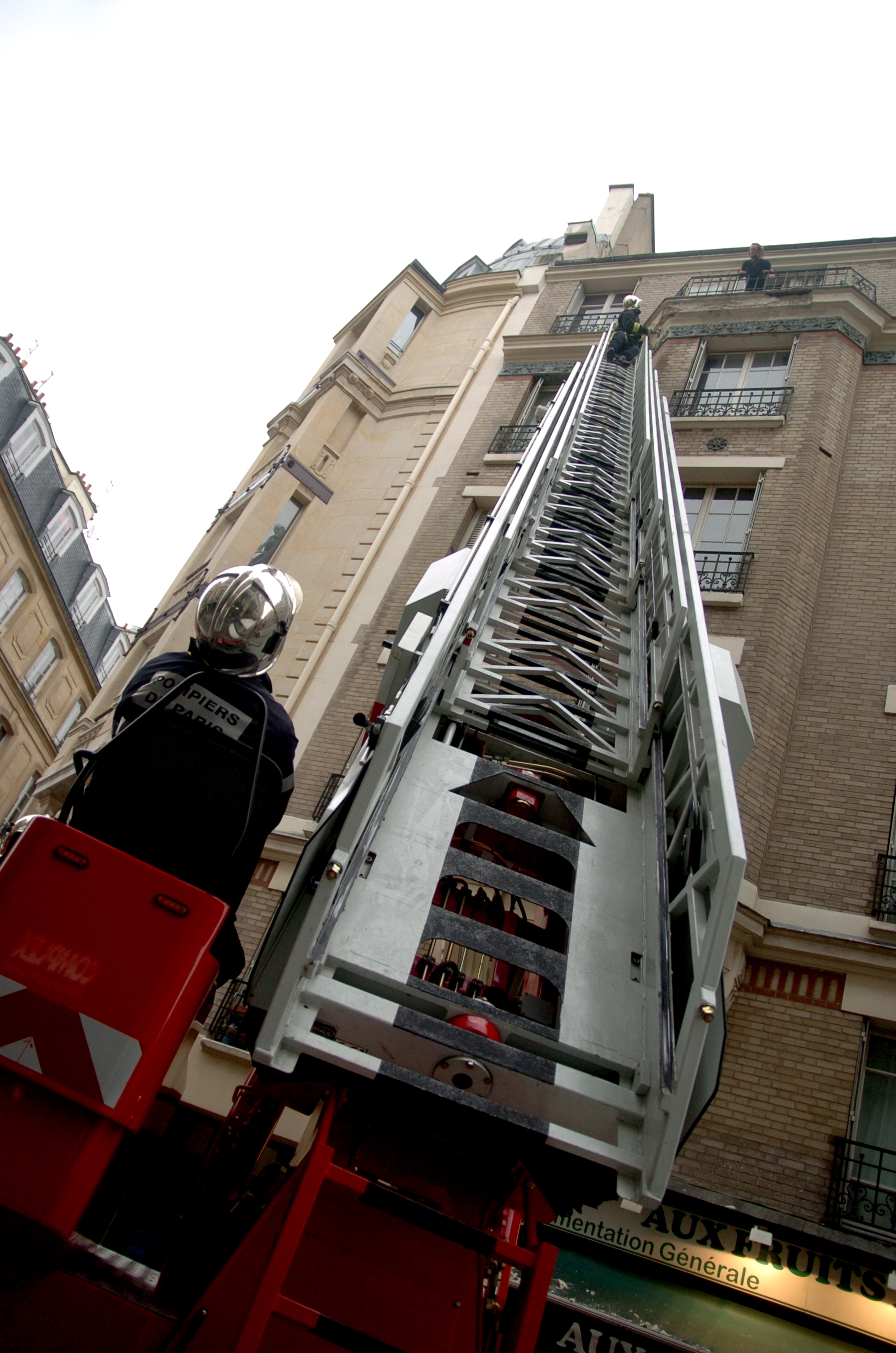
Une Grande échelle déployée en intervention par les sapeurs-pompiers de Paris, le 05 février 2008.

Pour le personnel d'intervention (militaires du rang), il s'agit d'un engagement initial de cinq ans ou d'un volontariat de l'armée de terre (VDAT, à ne pas confondre avec les pompiers civils « volontaires ») de un an renouvelable. Il faut être de nationalité française, âgé entre 18 et 25 ans, avoir un casier judiciaire vierge, être titulaire au minimum d'un diplôme national du brevet. La sélection comporte trois jours de tests sportifs, tests psychomoteurs, entretien de motivation ainsi qu'une visite médicale.
L'instruction se fait au Groupement de formation, d'instruction et de secours (GFIS), situé au fort de Villeneuve-Saint-Georges entre 1966 et 2023, et depuis 2023, dans le grand pôle de formation de Limeil-Brévannes, Valenton, Villeneuve-Saint-Georges (LVV). La première période se déroule sur deux mois, avec la formation en secourisme (PSE1 et PSE2 + modules spécifiques), et la formation militaire de base (hiérarchie militaire, marcher au pas, le tir, etc).
Puis, le sapeur fait un stage d'observation d'une semaine en compagnie d'incendie où il assure des interventions de secours à victime (VSAV) et des opérations diverses, affectés aux autres véhicules de la garde en tant qu'observateur. Il profite de cette phase pour se perfectionner et préparer la suite de sa formation.
Le sapeur revient au Groupement formation instruction pour compléter sa formation, de nouveau pendant deux mois, qui seront consacrés aux manœuvres incendies, sauvetages. L'évaluation de la formation se fait sous forme de contrôle continu, et non sur une semaine d'évaluation avec obtention de l'ACIS comme précédemment (jusque 2020). Il retourne ensuite dans sa compagnie d'affectation et peut alors participer à tous les types d'interventions cela pendant 2 mois afin de recevoir le certificat d'admission en centre d'incendie et de secours.

Depuis mars 2005, la brigade est dotée d'une section de jeunes sapeurs pompiers. Cette formation dure trois ans. Elle est ouverte aux jeunes habitants de Paris et de sa petite couronne  (75, 92, 93, 94) ayant 14 ans minimum et 16 ans maximum au jour de l'incorporation. Un bon niveau sportif est requis. Le brevet de JSP sanctionne cette formation. Au programme de l'instruction il y a du sport, des manœuvres incendie, du secourisme, de l'instruction civique et de l'instruction militaire. La formation est composée de 60 samedis après-midi sur deux ans (soit 30 par an). Pour faire acte de candidature, on peut se rendre sur le site du BSPP, rubrique « cadets de la BSPP ».

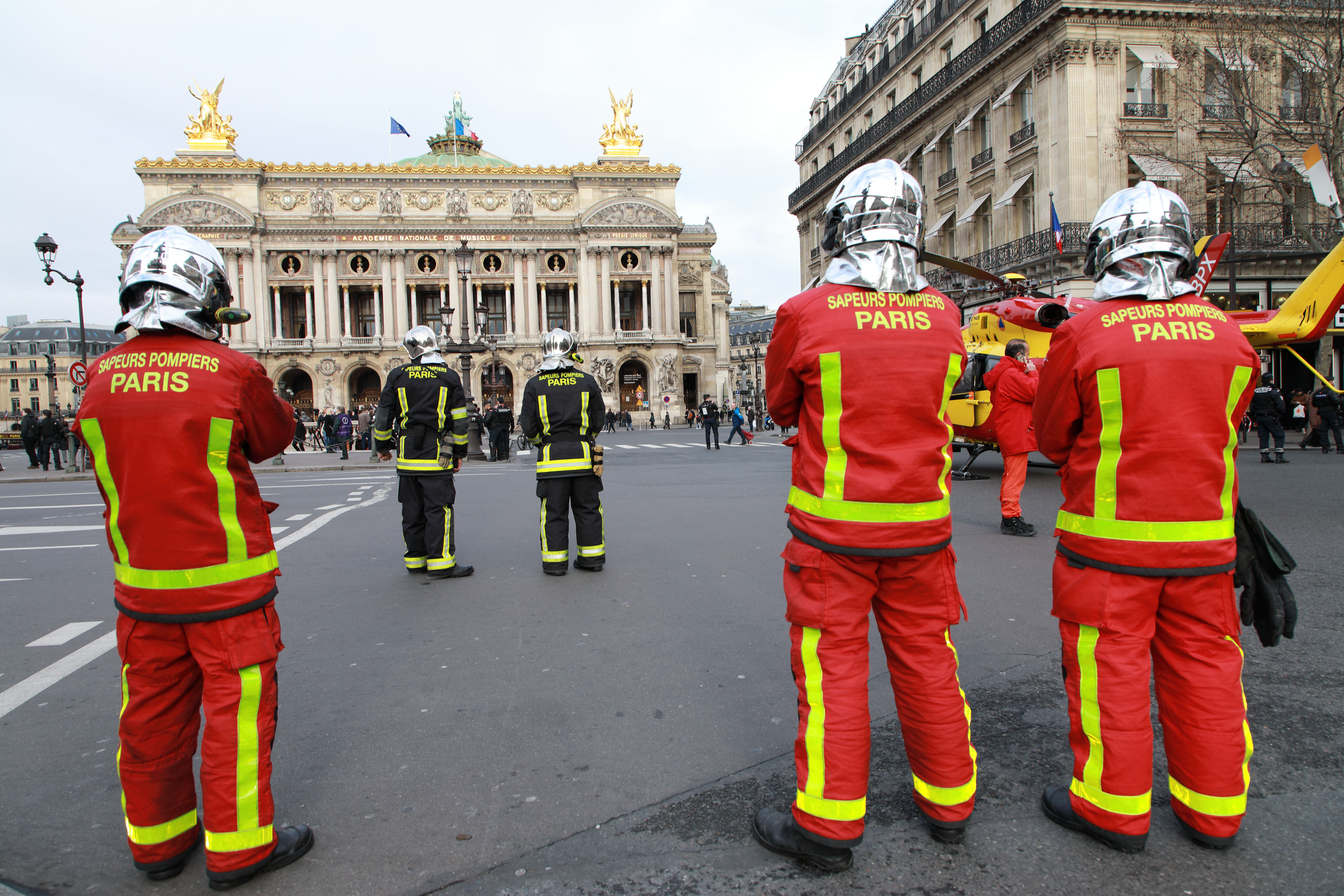
Sapeurs-pompiers en tenue de feu (ancien et nouveau modèle). Place de l'Opéra, Paris, 12 janvier 2019.

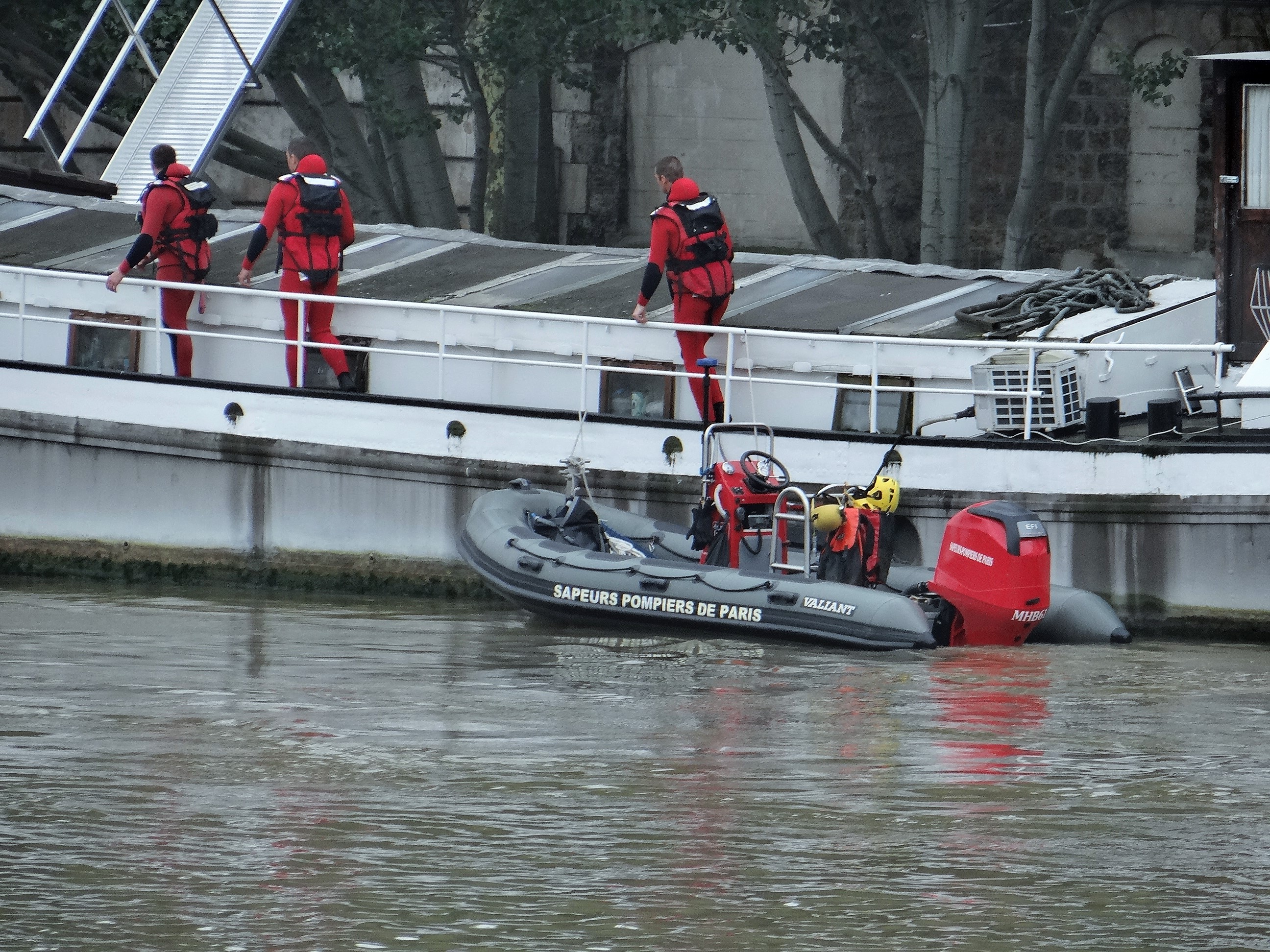
Intervention sur la Seine durant la crue de juin 2016.

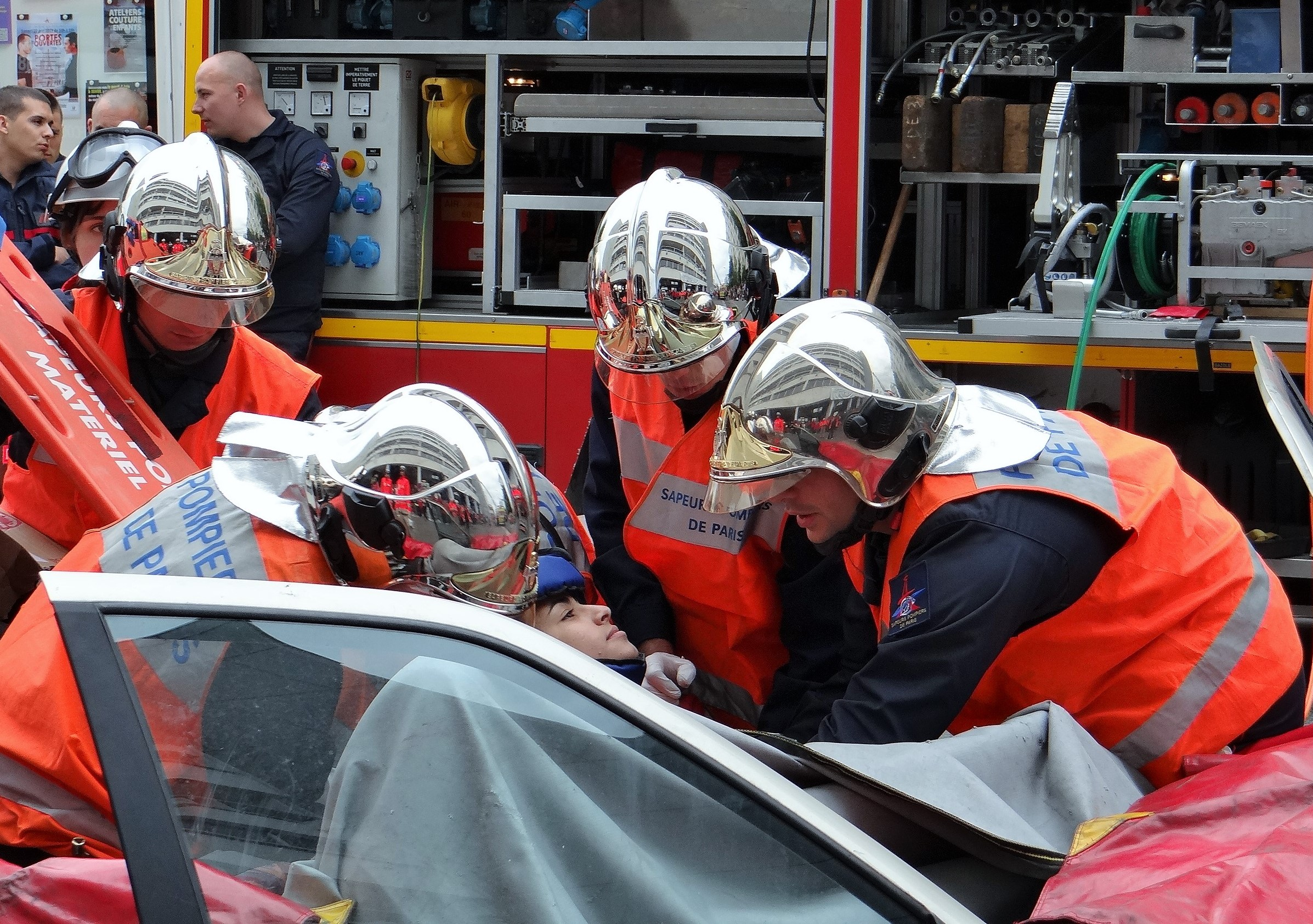
Démonstration de secours routier.

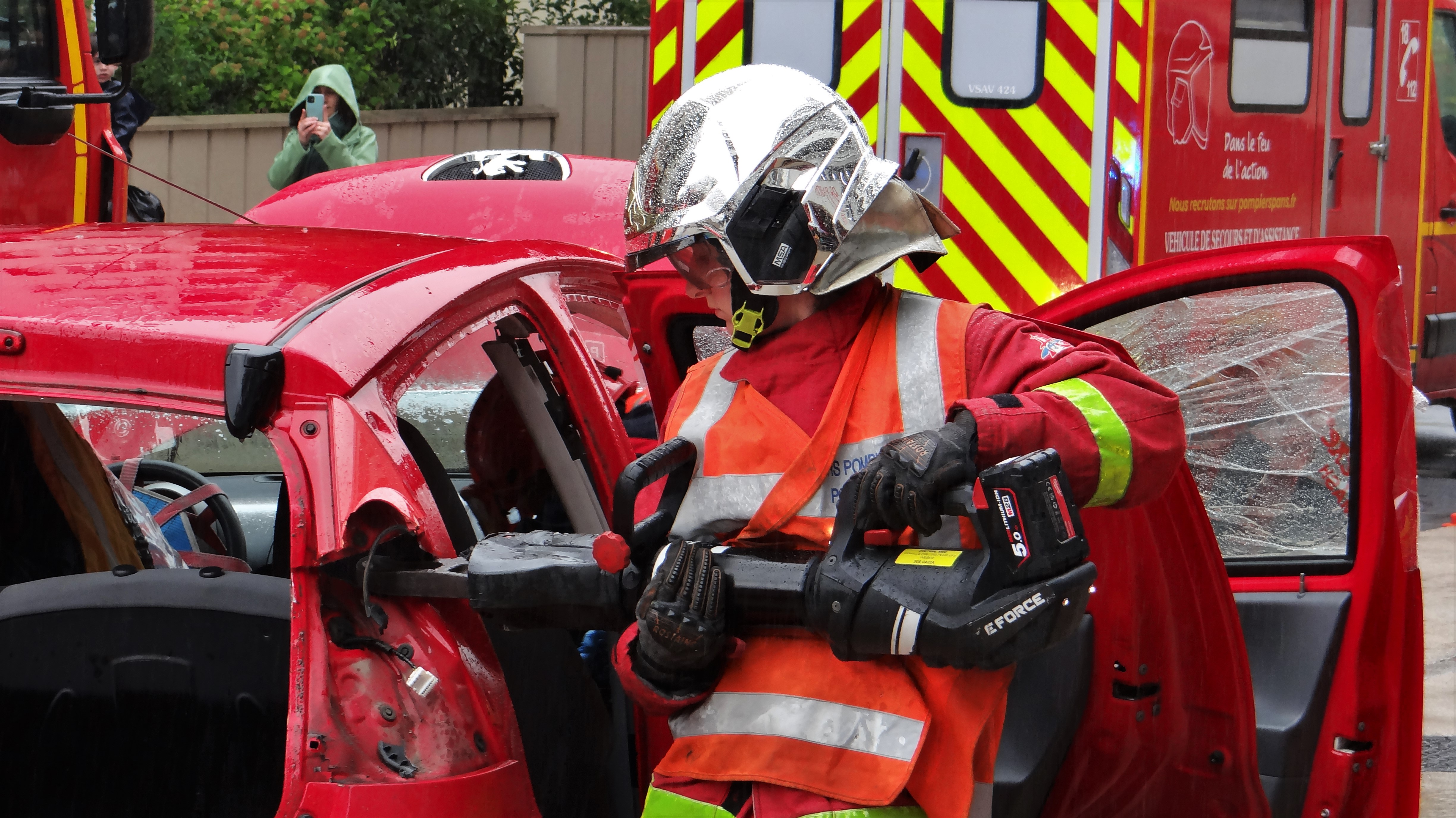
Démonstration de désincarcération.

En 2005, la BSPP a réalisé 1 171 interventions par jour :
- 1er groupement d'incendie : 159 136 interventions dont 10 289 incendies en 2005, en comparaison 179701 interventions dont 6360 incendies en 2017;
- 2e groupement d'incendie : 128 419 interventions dont 5 532 incendies en 2005, en comparaison 131224 interventions dont 4777 incendies en 2017 ;
- 3e groupement d'incendie : 139 948 interventions dont 4 838 incendies en 2005, en comparaison 142667 interventions dont 3661 incendies en 2017.

En comparaison avec 2005, en 2017 la BSPP a réalisé en moyenne 1432 interventions par jour, soit 522 883 au total sur l'année.
On constate une forte augmentation de la demande, et d'après les projections, la BSPP dépassera les 530 000 interventions en secours à victimes d'ici 2024, et si le nombre d'incendies diminue (14 798 en 2017, soit 2,8% de l'activité totale), le nombre d'interventions pour du secours à victimes ne fait qu'augmenter (81,6% de l'activité totale).
Paris comptant environ 2.2 millions d'habitants, les Hauts-de-Seine et la Seine-Saint-Denis en ayant environ 1,6 million chacun, et le Val-de-Marne 1,3 million, il y a au total environ 6,7 millions d'habitants dans la zone couverte par la BSPP en 2016. Cela représente :
- par jour : 21 interventions pour 100 000 habitants ;
- par an : 7 800 interventions pour 100 000 habitants (contre 6 000 interventions pour 100 000 habitants sur toute la France), dont 331 incendies pour 100 000 habitants ;
- par sapeur-pompier : 64 interventions par an (contre 16 en France).

Ces chiffres sont à relativiser, du fait qu'une intervention nécessite entre trois et plusieurs dizaines de personnes. Par ailleurs, les effectifs prennent en compte le personnel administratif, de formation, d'encadrement et de logistique, qui eux n'interviennent pas. Un sapeur en compagnie d'incendie fait donc en réalité plus d'interventions.
De manière détaillée :
| Nature de l'intervention   | 2002    | 2003    | 2004    | 2008    | 2011    | 2012    | 2013    | 2014    | 2016    | 2020    | 2024    |
| -------------------------- | ------- | ------- | ------- | ------- | ------- | ------- | ------- | ------- | ------- | ------- | ------- |
| Fausses alertes            | 10 135  | 13 777  | 17 158  | 15 281  | 11 265  | 9 104   | 7 654   | 5 271   | 5 253   | /       | /       |
| Incendies                  | 18 850  | 18 347  | 16 062  | 17 778  | 15 332  | 14 535  | 13 809  | 10 466  | 13 371  | 13 126  | 9 481   |
| Accidents de circulation   | 27 584  | 23 837  | 23 003  | 25 690  | 21 639  | 22 469  | 21 770  | 16 588  | 23 878  | 22 018  | 23 702  |
| Secours à victimes         | 280 394 | 286 690 | 280 815 | 342 546 | 346 603 | 380 258 | 387 289 | 268 125 | 389 690 | 340 447 | 398 204 |
| Assistances à personnes    | 16 559  | 16 379  | 16 098  | 21 914  | 17 894  | 18 210  | 15 037  | 9 378   | 7 163   | 11 432  | /       |
| Faits d'animaux            | 2 224   | 2 135   | 2 457   | 2 230   | 2 000   | 1 810   | 1 784   | 1 308   | 1 432   | /       | /       |
| Eau-gaz-électricité        | 21 882  | 22 538  | 20 069  | 15 613  | 13 271  | 13 847  | 11 302  | 4 801   | 5 253   | /       | /       |
| Protection des biens       | 4 583   | 3 958   | 4 562   | 2 793   | 1 591   | 1 987   | 2 010   | 1 293   | 1 432   | /       | /       |
| Pollution                  | 79      | 98      | 96      | 95      | 138     | 157     | 156     | 135     | 191     | /       | /       |
| Reconnaissances-recherches | 44 172  | 40 699  | 35 548  | 35 678  | 29 966  | 30 712  | 30 749  | 20 229  | 29 608  | /       | /       |
| Totaux                     | 426462  | 428 458 | 415 868 | 479 618 | 459 699 | 493 089 | 491 560 | 337 594 | 477 562 | 423 442 | 474 053 |
| Par jour                   | 1 168   | 1 174   | 1 136   | 1 310   | 1 259   | 1 347   | 1 347   | 927     | 1 308   | 1 157   | 1295    |

Les données de janvier et février 2011 sont partielles. Tableau mis à jour le 18/08/2025

## Déroulement d'une journée type en centre de secours
Bien que les activités d'un sapeur-pompier soient diverses et variées, le déroulement de la garde est toujours le même, pour tous les militaires de chaque centre de secours.
La garde commence officiellement à 7 h 45 précise, par le rassemblement des troupes. Néanmoins, les sapeurs-pompiers doivent déjà être présents dans les murs de la caserne à partir de 6 h 45, pour pouvoir remplacer au besoin leurs collègues en fin de garde, si des interventions se présentent, leur évitant ainsi de finir la garde en retard, ce qui pourrait leur faire rater leur train de retour. En effet, les militaires de la BSPP viennent en grande majorité (environ 80%) de la province, et passent donc une bonne partie de leur temps libre dans les transports pour rentrer chez eux. De la même manière, pour pouvoir être à la caserne à l'heure, la plupart des pompiers arrivent la veille au soir.
Lors du rassemblement, une fois l'appel fait et l'attribution de chacun à un véhicule, les consignes pour la journée sont données par le chef de garde, qui a la main sur le programme du jour.
Vient ensuite jusqu'à 8 h 30 la vérification du matériel. Chaque sapeur a une liste de matériel opérationnel à vérifier, pour pouvoir être efficace ensuite sur intervention. À la fin de la vérification du matériel, la totalité des véhicules doit avoir été  inspecté et vérifié, ainsi que le matériel à l'intérieur.
Après la vérification du matériel, la totalité de la garde part en sport, pendant une bonne heure. Généralement, le sport du matin est l'occasion de pratiquer de la course ou de la natation selon la météo et les zones/locaux à disposition.
Après le sport vient la période dite de manœuvre ou FPP (Formation Professionnelle Permanente). Selon le véhicule (incendie ou secours), chaque équipage a une révision définie pour chaque journée, que ce soit via de la théorie, ou avec des mises en situation pratique avec des ateliers ou des cas concrets, permettant une constante remise à niveau des intervenants.
Une fois ce programme achevé, et le repas pris, il est prévu que chaque pompier passe l'après-midi dans son service. En effet, en plus de partir en interventions, tous les pompiers sont affectés à un service au sein de leur centre de secours, et ce pour assurer que chaque caserne soit opérationnelle. Il y a une grande diversité dans les services à la BSPP, allant de la remise (service gérant l'ensemble du parc automobile d'un centre de secours, assurant la gestion technique/mécanique/ matérielle de chaque véhicule) au secrétariat (service gérant notamment le planning des gardes, en passant par des services dit du soutien de l'homme, avec notamment la gestion des uniformes/tenues d'interventions).
En fin d'après-midi, vers 17 h 30, une fois le travail quotidien de chaque service effectué, les sapeurs-pompiers effectuent une nouvelle séance de sport d'une heure environ, cette fois-ci plus axée sur du travail personnel (musculation, cardio, etc). Si les conditions le permettent, une séance de sport collectif (football, volley-ball, etc) pourra être organisée en lieu et place de la séance individuelle.
Après le sport et le repas du soir, les sapeurs-pompiers passent généralement la fin de soirée (jusqu'à minuit environ) à réviser et pratiquer inlassablement les gestes techniques en atelier pour garder les compétences nécessaires en intervention.
Chaque sapeur ayant son lit dans le centre de secours, il dort sur place, la garde ne se terminant que le lendemain à 7 h 45.
En plus de ce programme quotidien, chaque caserne a en plus chaque lundi matin la fameuse « montée de planche », exercice physique intense permettant de vérifier l'état physique de chaque sapeur, ainsi que « l'appel des morts au feu », cérémonie hebdomadaire où le nom de tous les sapeurs-pompiers morts au feu est lu, devant la garde rassemblée. Il peut également y avoir d'autres rassemblements dans la journée, à la discrétion du chef de garde, selon que des changements sont apportés au programme de la garde, ou en cas de remise de récompense.
Bien entendu, ce programme quotidien est une base théorique, qui sera bouleversée au gré des interventions diverses et variées.
En moyenne, un militaire du rang au sein de la brigade effectuera 12 gardes de 24 heures en 1 mois.

## Déroulement d'une intervention
Quel que soit le moment de la journée, en cas d'intervention le sapeur doit abandonner la tâche qu'il occupait et se rendre le plus rapidement possible à son véhicule.
Lorsqu'un appel tombe au Centre opérationnel, basé à Champerret, l'opérateur pompiers, en coordination au besoin avec ses supérieurs hiérarchiques et avec la coordination médicale, décide de l'envoi d'un ou plusieurs véhicules en intervention. Pour ce faire, il envoie un ordre de départ à la ou les casernes concernées, précisant l'adresse, le type d'interventions, et toute information pertinente pour la bonne marche générale des opérations.
Il garde au besoin au téléphone le requérant, même après avoir envoyé l'ordre de départ, au cas où il recevrait de nouvelles informations, et pour guider le requérant si des gestes sont nécessaires en attendant l'arrivée des secours.
Une fois l'ordre de départ arrivé au centre de secours (dans la seconde suivant la décision de l'envoi), les sapeurs-pompiers composant l'équipage nécessaire ont un délai limité pour se rendre au véhicule (3 minutes en journée, 4 minutes la nuit), et doivent dans tous les cas arriver sur les lieux de l'intervention en moins de 10 minutes et ce quelle que soit la demande.
Pendant l'intervention, le commandant des opérations de secours (COS) est le chef du premier véhicule présenté, et ce jusqu'à l'arrivée d'un supérieur hiérarchique (le plus ancien dans le grade le plus élevé). Le chef (appelé chef d'agrès) est responsable de la conduite sur le trajet pour se rendre sur intervention, et une fois sur place, détermine et fixe la marche à suivre. Pour le trajet vers l'intervention, l'engin de la BSPP est considéré comme un VIGP (véhicule d'intérêt général prioritaire), et doit bénéficier de la priorité lorsqu'il activera ses avertisseurs sonores dits « deux tons » et ses gyrophares. La prudence néanmoins reste de mise, et s'il est toléré que des feux rouges soient franchis ou la limitation de vitesse dépassée de manière modérée, en aucun cas les intervenants ne doivent se mettre en danger ou mettre en danger le reste de la population. 
Au sein des véhicules de secours et d'assistance aux victimes (VSAV) par exemple, le chef d'agrès est minimum titulaire du grade de caporal-chef, mais peut également être un sous-officier. Il commande son équipage composé d'un conducteur et d'un équipier. 
C'est lui qui effectue le bilan de l'intervention, ordonne à son équipe d'effectuer les gestes nécessaires, et transmet son bilan à la coordination médicale.
Sur les interventions incendies par exemple, c'est le chef d'agrès qui va répartir les tâches pour chacun de ses subordonnés, envoyer des binômes en reconnaissance, faire établir une ou plusieurs lances à incendies, etc. 
Tout chef d'agrès peut au besoin faire venir des véhicules en renfort sur son intervention, selon les besoins, le nombre de victimes, pour combler une difficulté opérationnelle, pour un accès, etc, ou faire évoluer la chaine de commandement si l'intervention monte en puissance. À cette occasion, un ou plusieurs supérieurs hiérarchiques peuvent se déplacer et prendre le commandement des opérations.
De manière générale, on repérera les moyens de renforts suivants :
- une équipe de prompt secours, qui pourra prendre en charge une nouvelle victime, effectuer un transport à l'hôpital ou aider pour le brancardage de la victime, etc. Cela peut être un VSAV par exemple, commandé donc par un caporal-chef ou un sous-officier ;
- une équipe médicale, qui aidera à stabiliser la victime en vue de son transport en milieu hospitalier, et pourra être force de conseil pour une prise en charge optimale de la victime. À son bord, un médecin, un infirmier et un conducteur;
- un engin-pompe, véhicule pouvant servir tant en secours à victime, car composé de 6 sapeurs-pompiers, permettant ainsi une gestion de plusieurs victimes ou la gestion d'une intervention de secourisme lourd (type personne tombée à l'eau, défenestration, accident de la circulation, etc), que sur incendie. En effet, ce type de véhicule est multitâches, et est le principal vecteur opérationnel sur feu, avec de nombreux tuyaux et matériels à son bord, plusieurs échelles, et une réserve d'eau, permettant de s'alimenter en attendant un branchement sur une borne incendie. Il est commandé par un sous-officier ou un officier;
- un moyen élévateur aérien, communément appelé une grande échelle. Ce véhicule, équipé donc d'une échelle, parfois d'une nacelle permettant de fixer un brancard ou une lance à incendie, ou pouvant être articulé, permettant d'accéder à des zones difficiles, est utilisé tant en secours à victime qu'en incendie.

Il sert à faire accéder des sapeurs-pompiers dans un immeuble par exemple, pour une reconnaissance d'appartement, ou pour lutter contre un incendie, sert pour brancarder une victime qui ne pourrait être évacuée par l'intérieur de l'immeuble (surpoids, impossibilité d'accès, nécessité d'effectuer un brancardage en position allongée dû à un pathologie, etc), et peut donc permettre la mise en place de lances à incendies, soit portées par un pompier, soit fixées à une nacelle. Ce moyen élévateur aérien est commandé au minimum par un caporal.
D'autres véhicules plus ou moins spécifiques peuvent être demandés selon les besoins opérationnels repérés (camion de désincarcération, véhicules d'interventions diverses, secours aquatiques, etc.) tout comme des spécialistes de la BSPP peuvent être nécessaires pour la bonne conduite des opérations (vétérinaire, GRIMP, groupe d'exploration de longue durée, spécialistes NRBC, etc.).
Enfin, les sapeurs-pompiers peuvent avoir besoin d'autres services publics, comme les forces de l'ordre (en cas d'agression, de découverte de personnes en décès certains, de personne en état d'ébriété, d'accident de la circulation corporel, d'accident grave du travail, etc), ou des spécialistes pour le gaz, l'électricité, l'eau...
Statistiquement, les interventions de la BSPP sont à plus de 80 % des interventions de secours à victime. Lors de ces interventions, les sapeurs-pompiers peuvent être confrontés à des cas divers et variés : malaise sur son lieu de travail, à domicile, relevage d'une personne impotente, arrêt cardio-respiratoire (ACR), personne blessée en lieu public, etc.
Concernant les interventions autres que le secours à victimes, on trouvera :
- feux de toitures, de pavillons, de commerces, d'immeuble d'habitation, de parc de stationnement couvert...
- inondation majeure
- intervention à caractère NRBC
- accident de transport (ferroviaire, aérien, matières dangereuses-TMD...)
- etc.

Cette pluralité d'interventions est la raison de la rigueur imposée dans la formation initiale et dans la pratique régulière des gestes et techniques.
Une fois les lieux de l'intervention quittés, après avoir évacuée la victime à l'hôpital par exemple, ou avoir éteint l'incendie et procédé au déblai de la zone, l'équipage revient au centre de secours, et reprend le programme quotidien prévu, après avoir reconditionné si besoin le matériel. Le chef d'agrès peut à cette occasion procéder à un débriefing de l'intervention, s'assurer que son équipe n'a pas subi de traumatismes (physiques ou psychologiques), et faire une transmission et une révision de connaissance pour s'assurer qu'il ne reste pas d'incompréhension de l'intervention.

## Systèmes embarqués

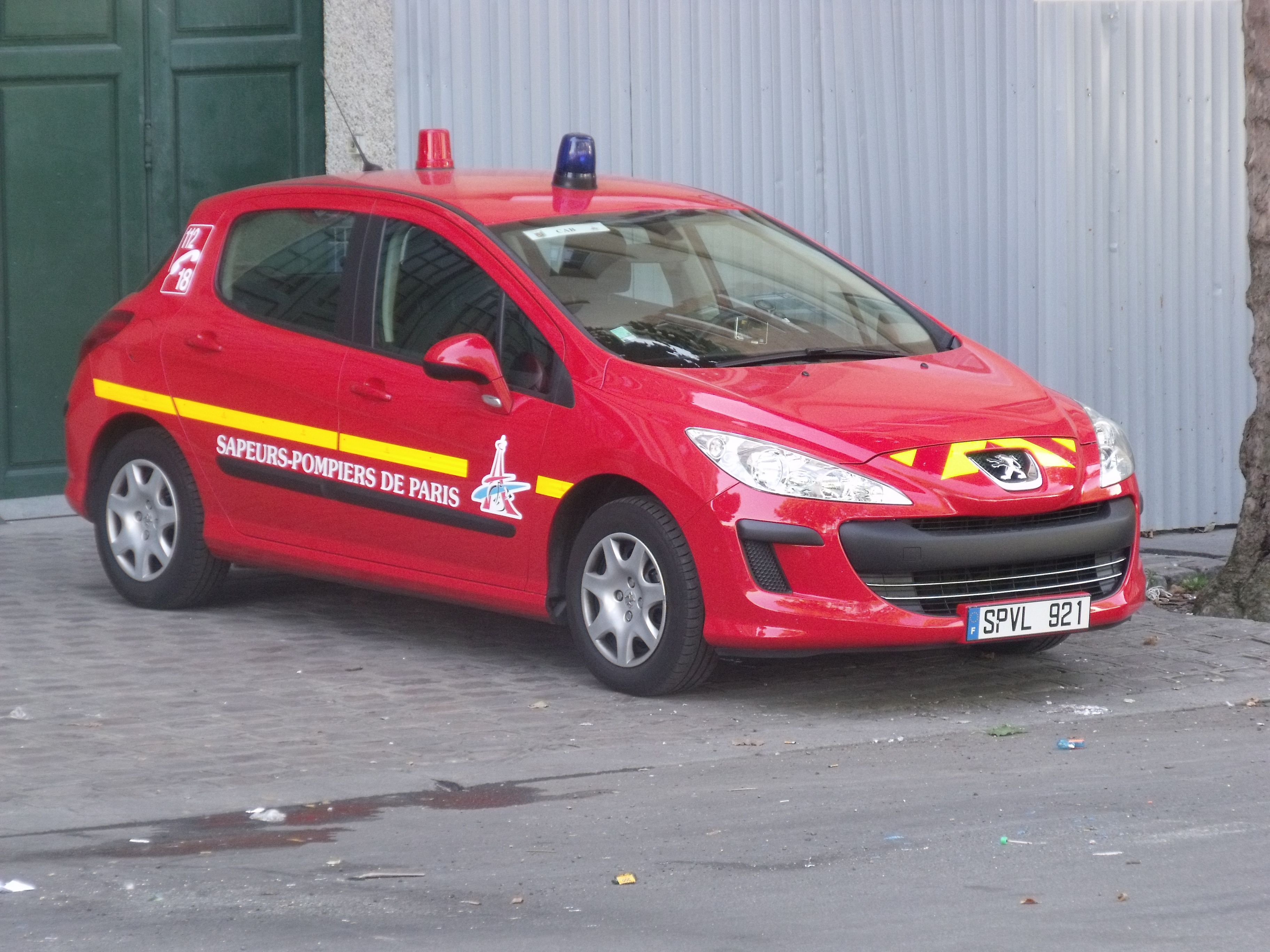
Sur cette Peugeot 308 l'antenne-relais de couleur rouge du système Antarès apparait clairement.

### Antarès
En 2009 la BSPP a fait migrer son système de communication, jusque-là analogique vers le système numérique Antarès. Depuis cette date les véhicules disposent d'une petite antenne-relais de couleur rouge ou blanche montée généralement sur la cabine du véhicule. Ce système permet une communication plus fluide, y compris avec les autres échelons dépendant de la DGSCGC.

## Jumelages
Depuis le 13 juillet 2002, la brigade de sapeurs-pompiers de Paris est jumelée avec le New York City Fire Department (FDNY),.
Depuis 2001, la brigade est jumelée avec la quatrième compagnie de pompiers de Santiago du Chili, « Pompe France ».
La brigade est également jumelée avec les sapeurs-pompiers des villes de Berlin, Pékin et Genève.

## Dans la culture populaire
- La Brigade faisant partie de l'armée de terre française, elle est représentée au défilé militaire du 14 Juillet, avec la présence de sapeurs-pompiers défilant sur l'avenue des Champs-Élysées à pied et en véhicule lors de la partie motorisée.
- Les pompiers de Paris sont célèbres[47] en Île-de-France pour leurs bals des pompiers organisés généralement le 13 juillet au soir.

## Morts en intervention
Liste non exhaustive des militaires de la brigade morts en intervention depuis 1968.
Ces derniers font l'objet d'un rituel hebdomadaire dans toutes les casernes : il s'agit de l'Appel des morts au feu.
| Date       | Nom                   | Âge | Grade         | Catégorie         | Caserne       | Circonstance du décès                                    | Département d'origine | Source |
| ---------- | --------------------- | --- | ------------- | ----------------- | ------------- | -------------------------------------------------------- | --------------------- | ------ |
| 03/07/2023 | Damelincourt Dorian   | 24  | Caporal-chef  | Militaire du rang | La Courneuve  | Malaise lors d'un feu de parc de stationnement.          | Savoie                | [ 50 ] |
| 29/03/2023 | Caron Brice           | 35  | 1re classe    | Militaire du rang | Kourou        | Sortie de route lors d'un départ en intervention.        | /                     | [ 52 ] |
| 12/01/2019 | Josselin Nathanaël    | 27  | 1re classe    | Militaire du rang | Château-d'Eau | Explosion à la suite d'une fuite de gaz.                 | Yonne                 | [ 53 ] |
| 12/01/2019 | Cartannaz Simon       | 28  | Caporal-chef  | Militaire du rang | Château-d'Eau | Explosion à la suite d'une fuite de gaz.                 | Savoie                | [ 53 ] |
| 04/09/2018 | Henry Geoffroy        | 27  | 1re classe    | Militaire du rang | Rungis        | Poignardé par la victime.                                | Nord                  | [ 54 ] |
| 14/01/2018 | Lassus-David Jonathan | 28  | Sergent       | Sous-officier     | Choisy-le-roi | Incendie d'un parking.                                   | Pyrénées-Atlantiques  | [ 55 ] |
| 27/04/2015 | Dumont Florian        | 25  | 1re classe    | Militaire du rang | Bondy         | Incendie d'un pavillon.                                  | Rhône                 | [ 56 ] |
| 14/03/2015 | Salel Aurélie         | 26  | Caporal-chef  | Militaire du rang | Bondy         | Incendie d'un pavillon.                                  | Aude                  | [ 57 ] |
| 17/11/2007 | Mercier Matthieu      | 23  | Caporal-chef  | Militaire du rang | Bitche        | Incendie d'un garage.                                    | /                     | [ 58 ] |
| 17/11/2007 | Martin Ludovic        | 21  | Caporal       | Militaire du rang | Bitche        | Incendie d'un garage.                                    | Ille-et-Vilaine       | [ 58 ] |
| 20/09/2007 | Blouet Antoine        | 21  | 1re classe    | Militaire du rang | Sevigné       | Incendie d'un immeuble.                                  | Ille-et-Vilaine       | [ 59 ] |
| 06/01/2006 | Pailot Grégory        | 23  | Caporal-chef  | Militaire du rang | Colombes      | Incendie d'un supermarché.                               | Essonne               | [ 60 ] |
| 25/08/2003 | Saganta Thierry       | 20  | 1re classe    | Militaire du rang | Aubervilliers | Effondrement, incendie d'un squat.                       | Val-d'Oise            | [ 61 ] |
| 14/09/2002 | Gabreau Thomas        | 27  | Sergent       | Sous-officier     | Champerret    | Incendie d'un immeuble.                                  | Marne                 | [ 62 ] |
| 14/09/2002 | Irigoin Matthieu      | 23  | Caporal       | Militaire du rang | Champerret    | Incendie d'un immeuble.                                  | Pyrénées-Atlantiques  | [ 62 ] |
| 14/09/2002 | Larminier Benoît      | 22  | 2e classe     | Militaire du rang | Champerret    | Incendie d'un immeuble.                                  | Lot-et-Garonne        | [ 62 ] |
| 14/09/2002 | Mottin Romuald        | 24  | Caporal       | Militaire du rang | Champerret    | Incendie d'un immeuble.                                  | Manche                | [ 62 ] |
| 14/09/2002 | Pilorge Gwénael       | 23  | Caporal       | Militaire du rang | Champerret    | Incendie d'un immeuble.                                  | Morbihan              | [ 62 ] |
| 07/07/2000 | Baudry Anthony        | 24  | 1re classe    | Militaire du rang | Nativité      | Explosion d'une canalisation.                            | /                     | [ 63 ] |
| 23/07/1998 | Maignan Nicolas       | 27  | Lieutenant    | Officier          | /             | Noyade.                                                  | /                     | [ 64 ] |
| 12/08/1994 | Bellier Luc           | 27  | Caporal-chef  | Militaire du rang | 12            | Électrocution lors d'un incendie.                        | /                     | [ 65 ] |
| 20/05/1990 | Guillamot Loïc        | 22  | 1re classe    | Militaire du rang | Bondy         | Accident de la circulation.                              | /                     | [ 66 ] |
| 06/02/1990 | Hideux Stéphane       | 20  | 1re classe    | Militaire du rang | Montrouge     | Explosion d'une bouteille de gaz.                        | /                     | [ 67 ] |
| 28/04/1987 | Maréchal Franck       | 21  | 1re classe    | Militaire du rang | /             | Électrocution lors d'un incendie.                        | /                     | [ 68 ] |
| 09/11/1982 | Boulai Philippe       | 22  | 2e classe     | Militaire du rang | /             | Incendie d'un dépôt.                                     | /                     | [ 69 ] |
| 28/01/1977 | Eluard Maurice        | 48  | Adjudant-chef | Sous-officier     | /             | Accident d'hélicoptère lors d'un sauvetage en haute mer. | /                     | [ 70 ] |
| 30/10/1975 | Guignard Christian    | 26  | Caporal-chef  | Militaire du rang | Saint-Cloud   | Malaise lors d'un incendie.                              | /                     | [ 71 ] |
| 02/10/1968 | Rémy André            | 21  | 2e classe     | Militaire du rang | /             | Incendie d'un pavillon.                                  | /                     | [ 72 ] |

## Galerie photos

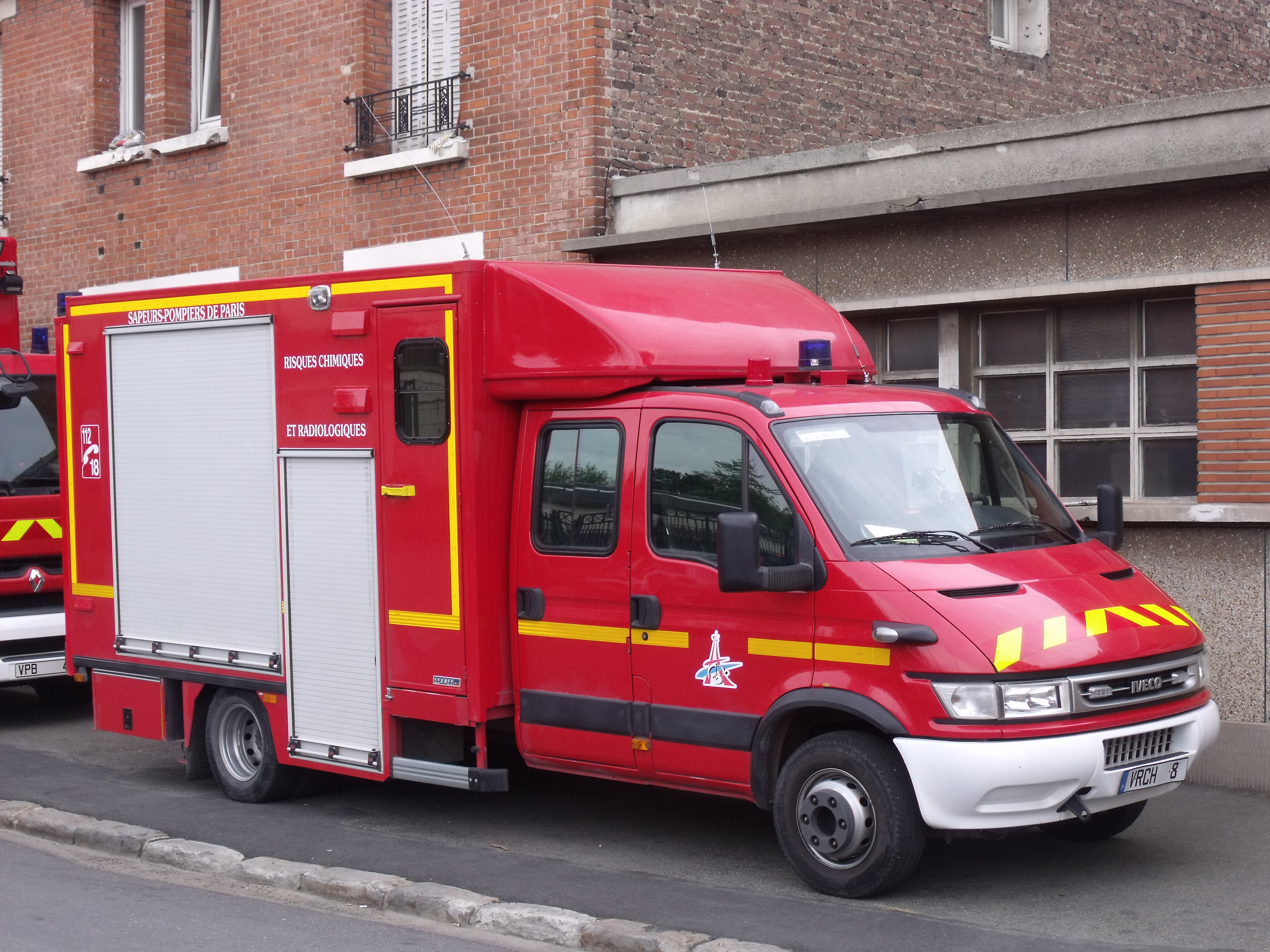
Iveco Daily 65C des pompiers de Paris.
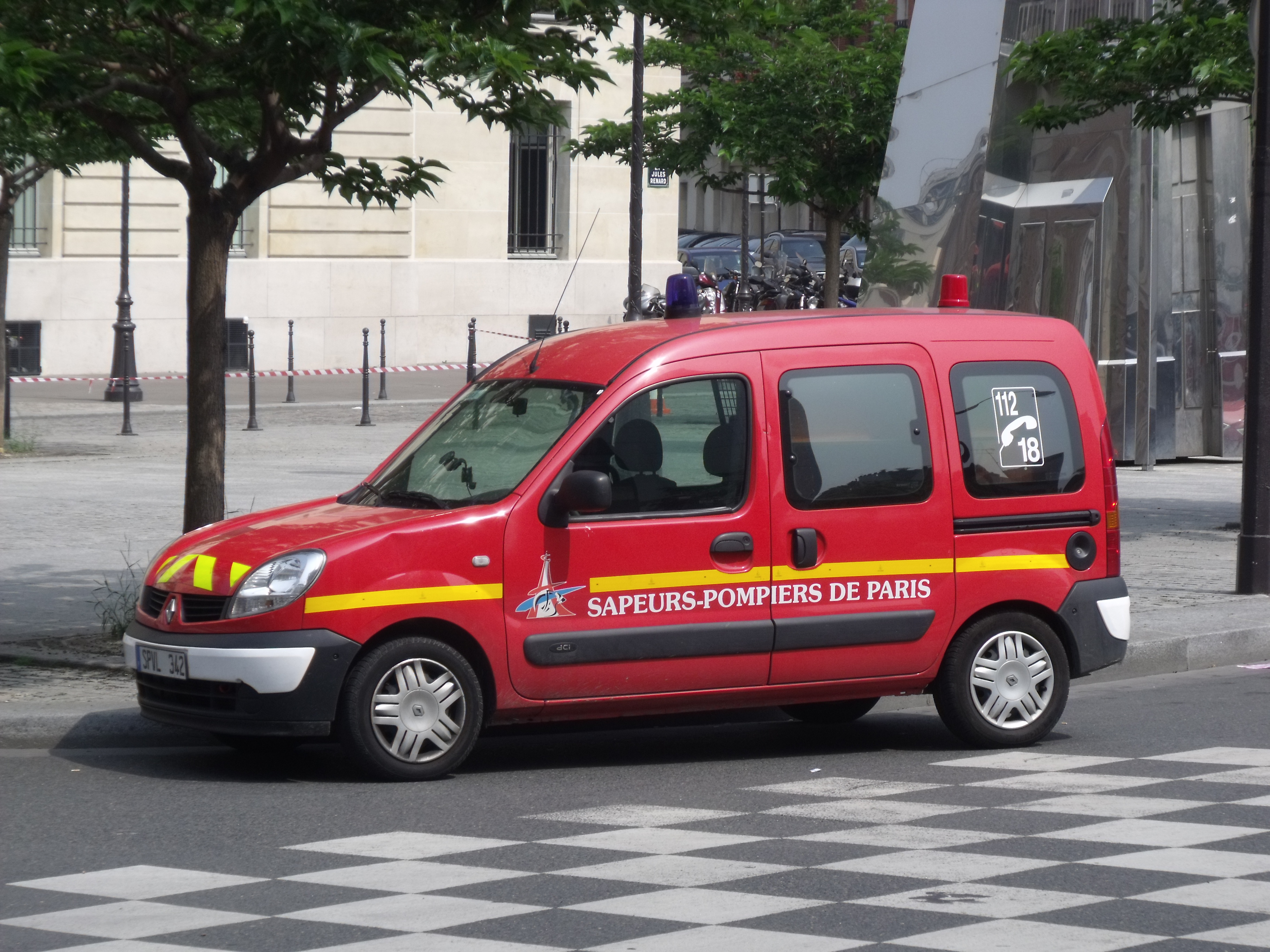
Kangoo de liaison.
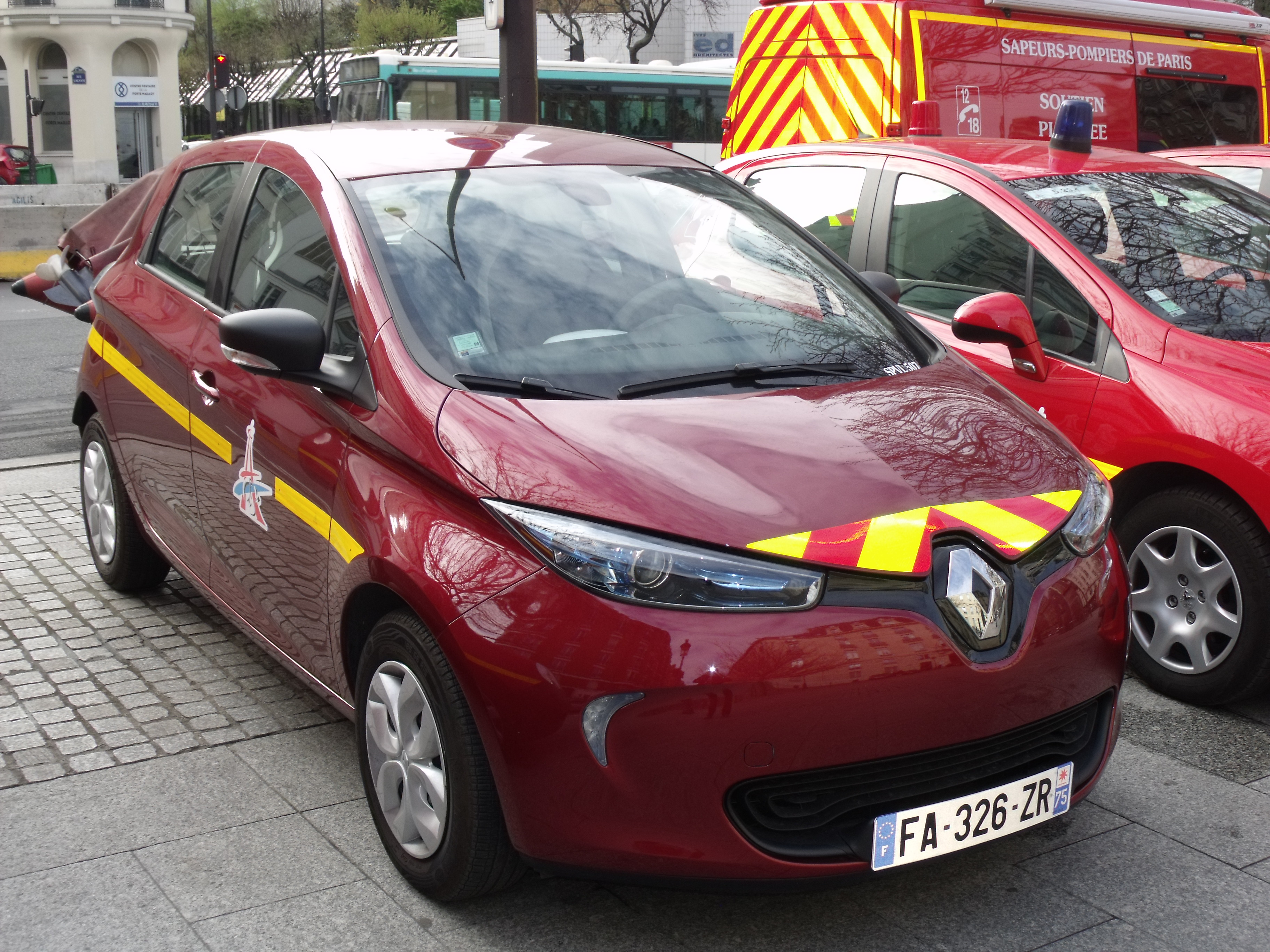
Véhicule électrique de liaison.
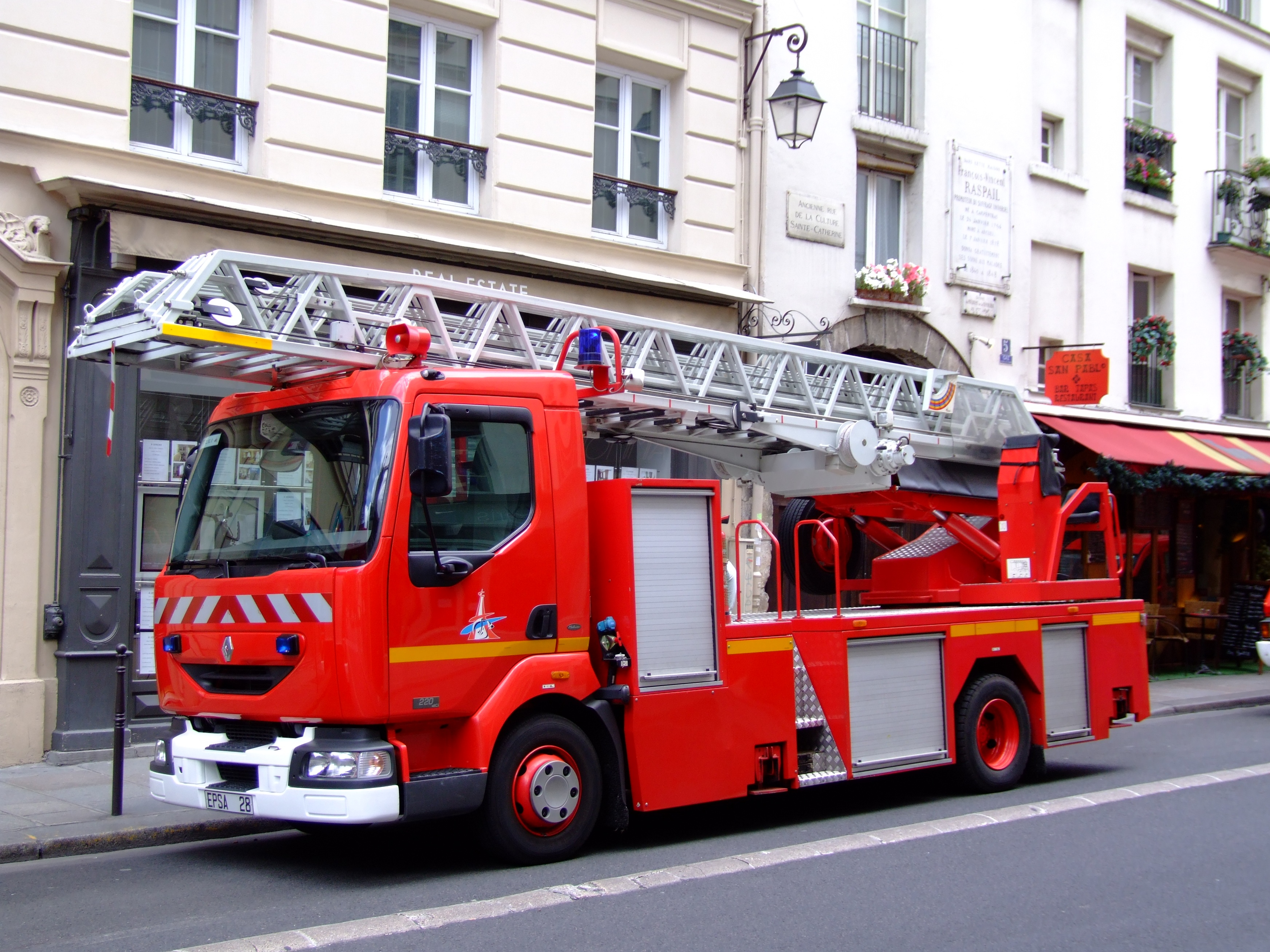
Echelle pivotante semi-automatique de 28 mètres.
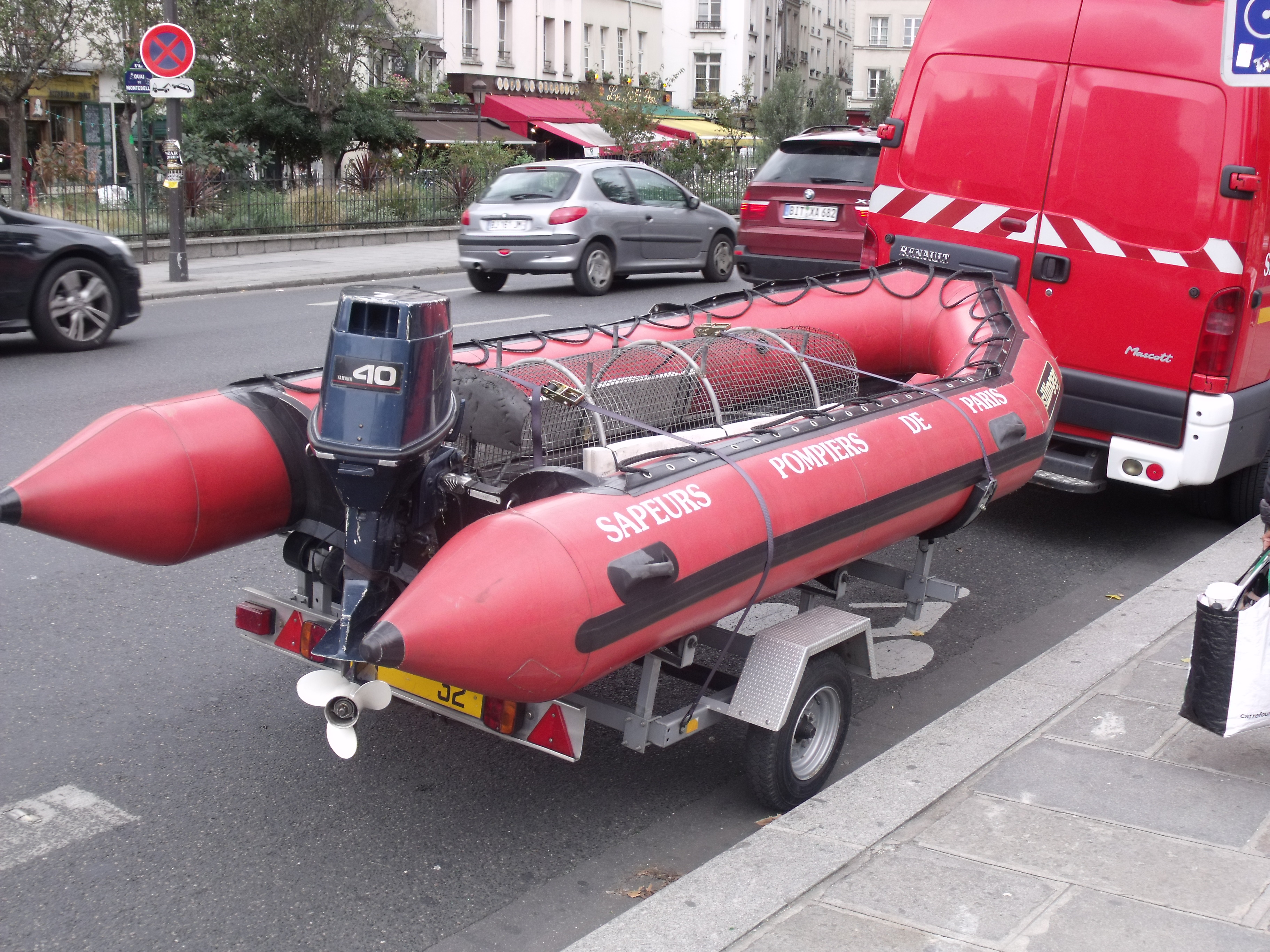
Canot de sauvetage léger.
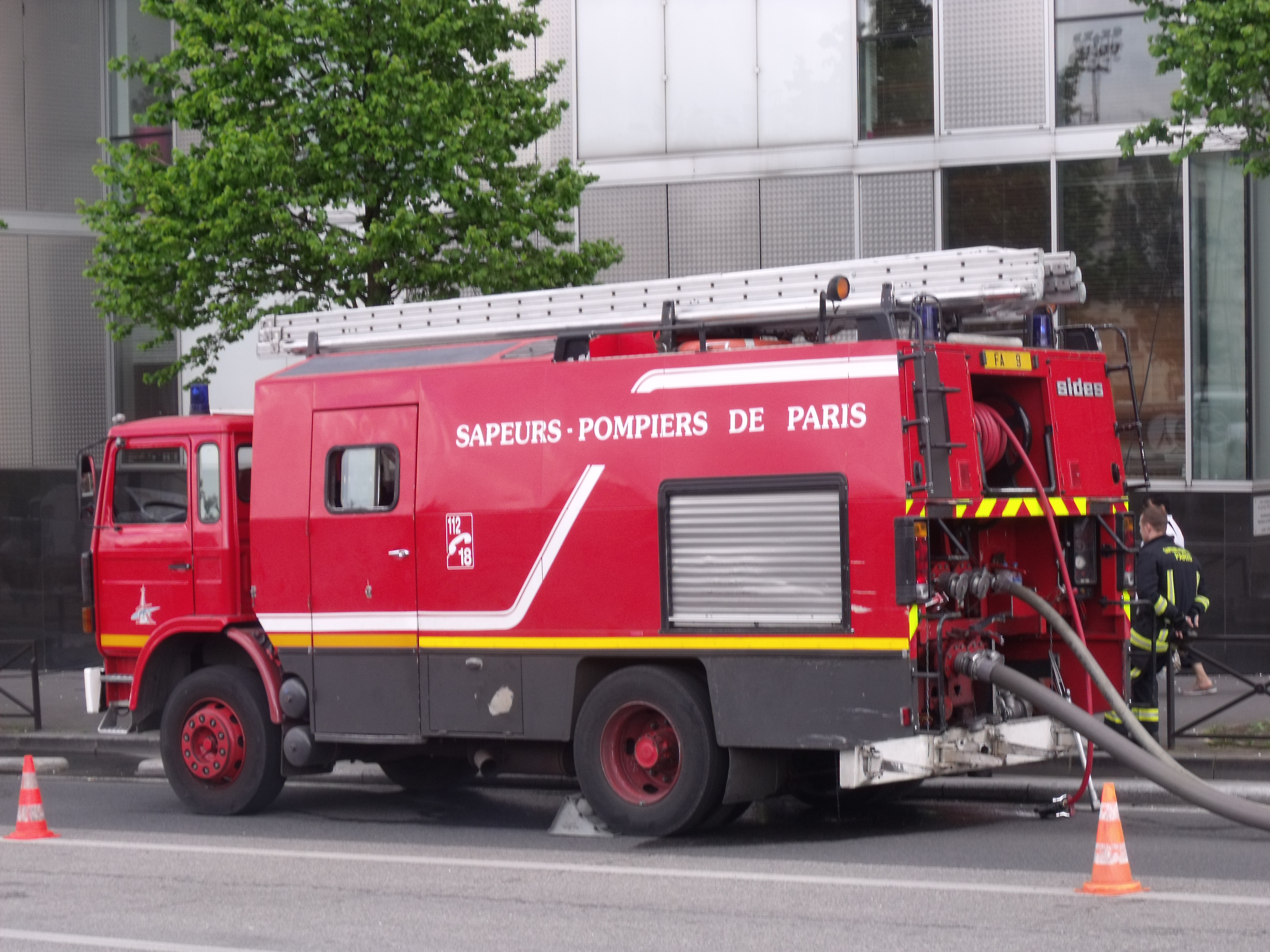
Fourgon d'appui.
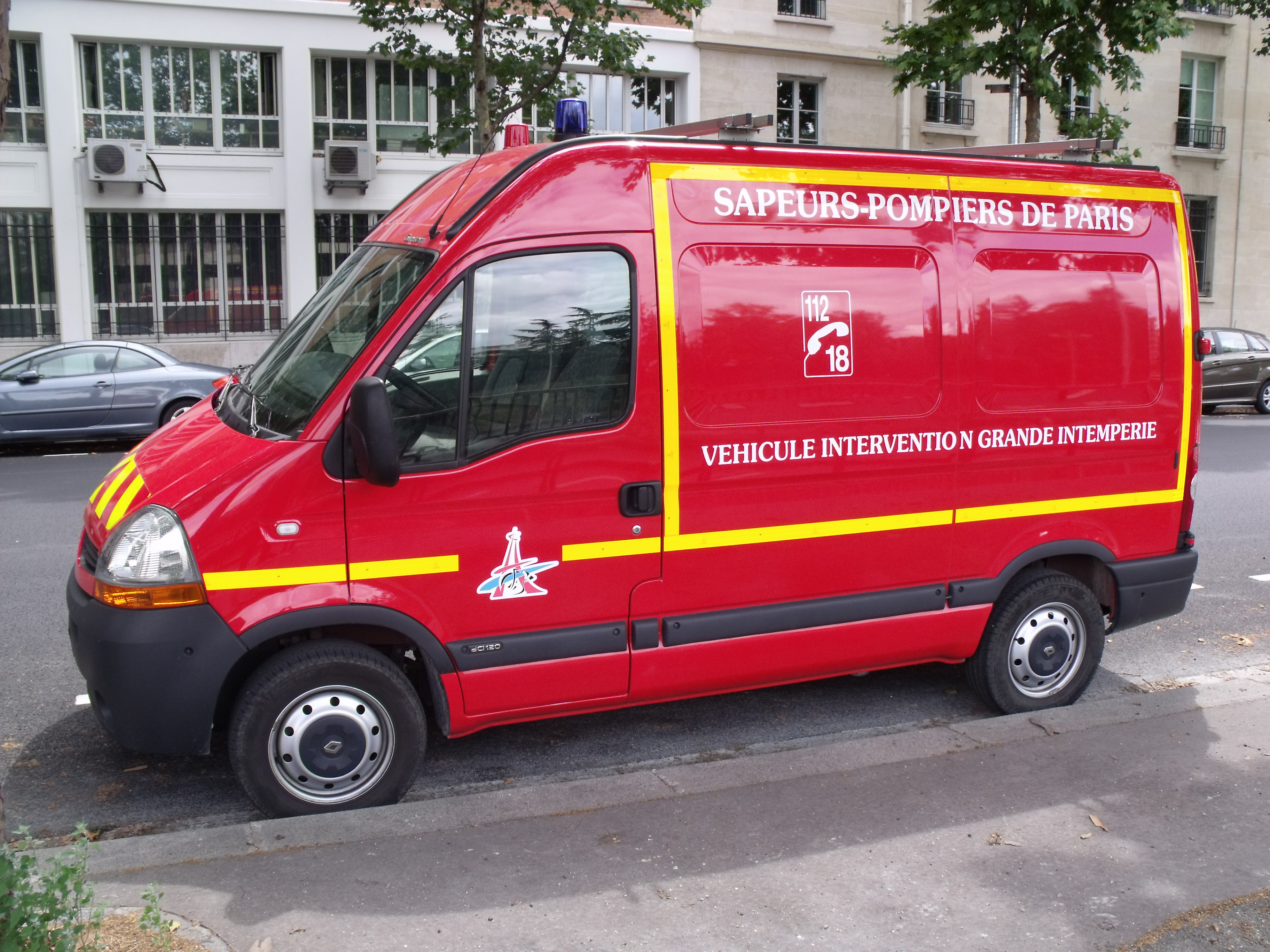
VIGI.
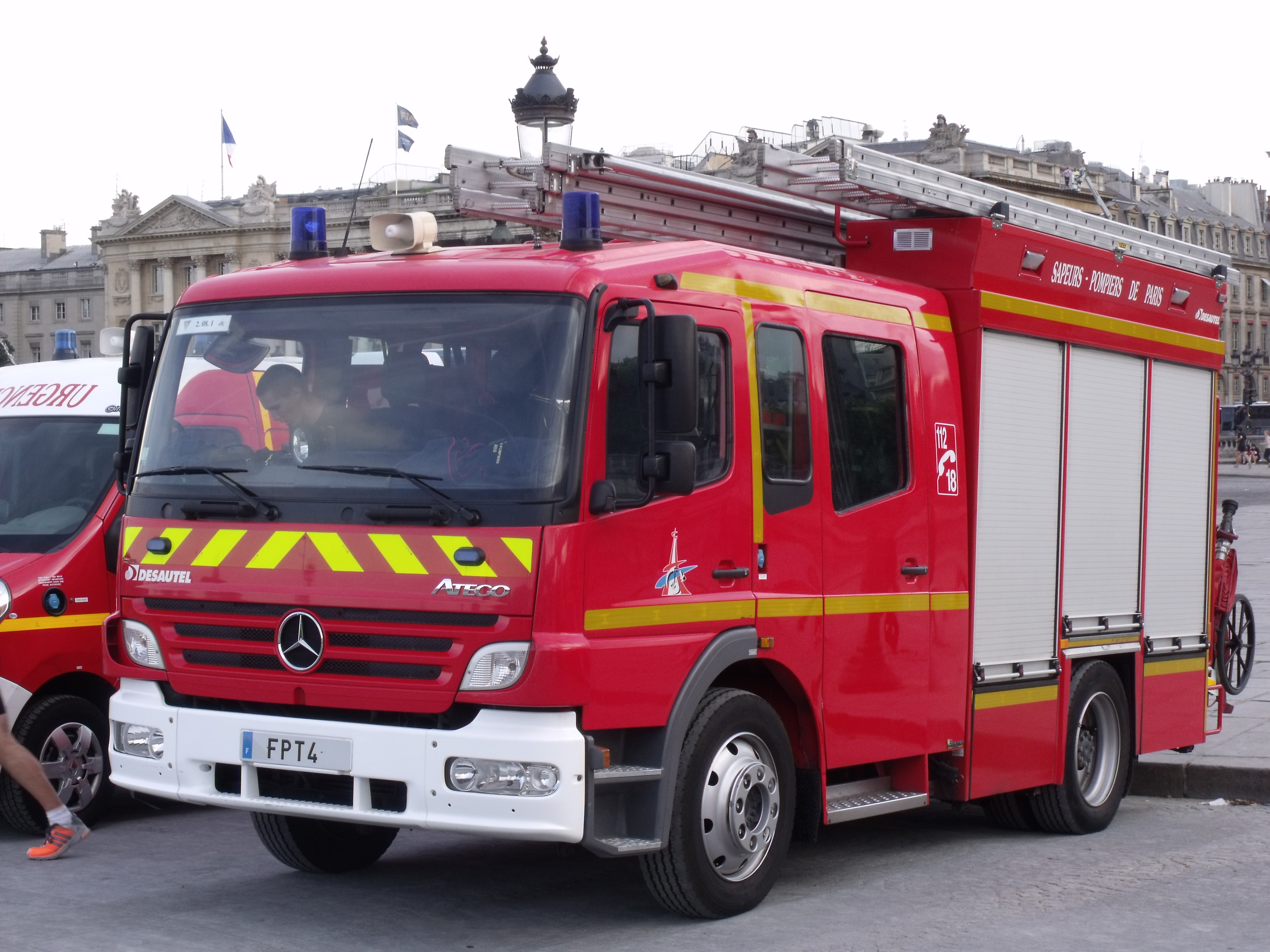
Fourgon pompe tonne (FPT).
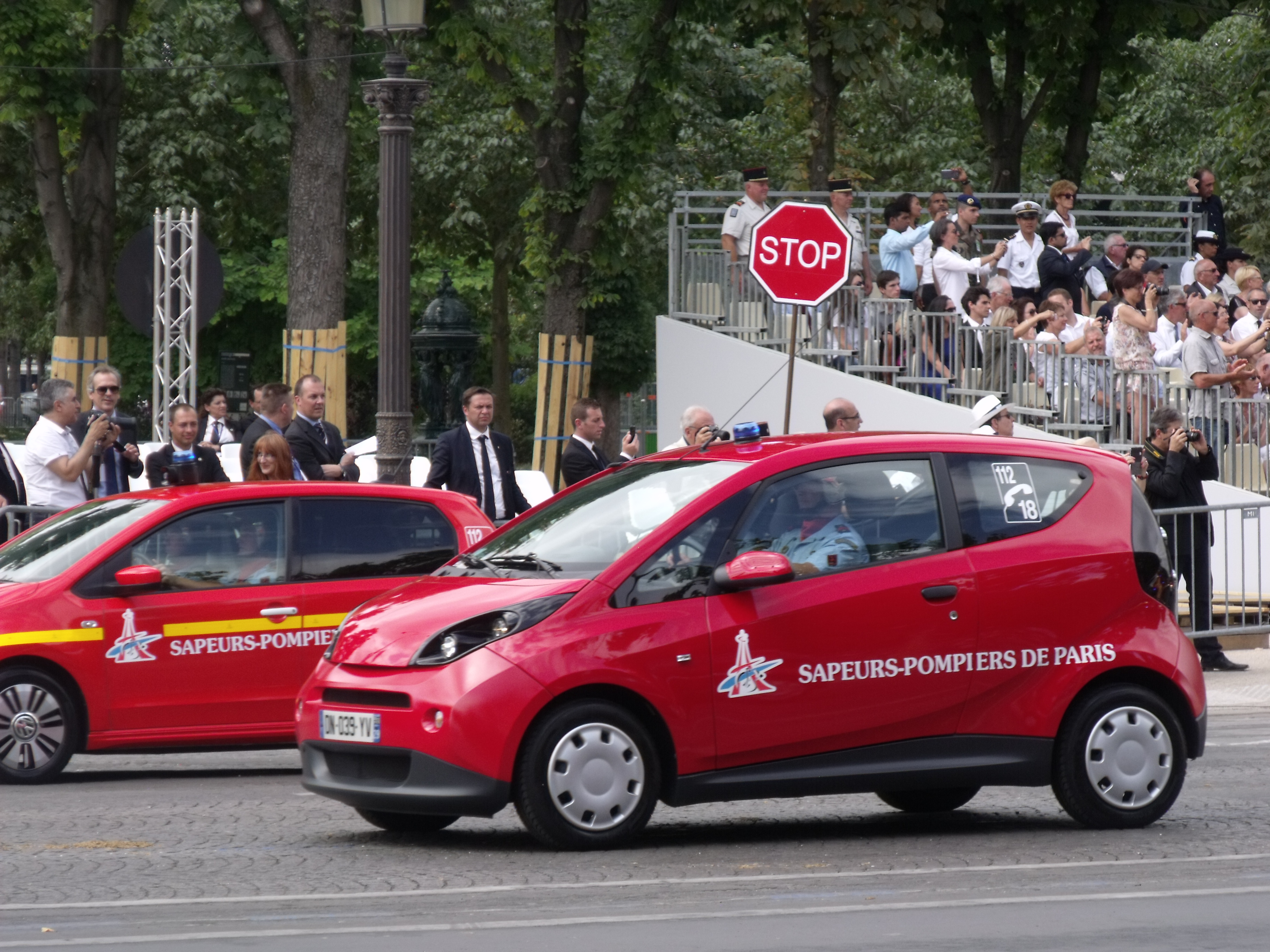
Véhicule de liaisons BlueCar.
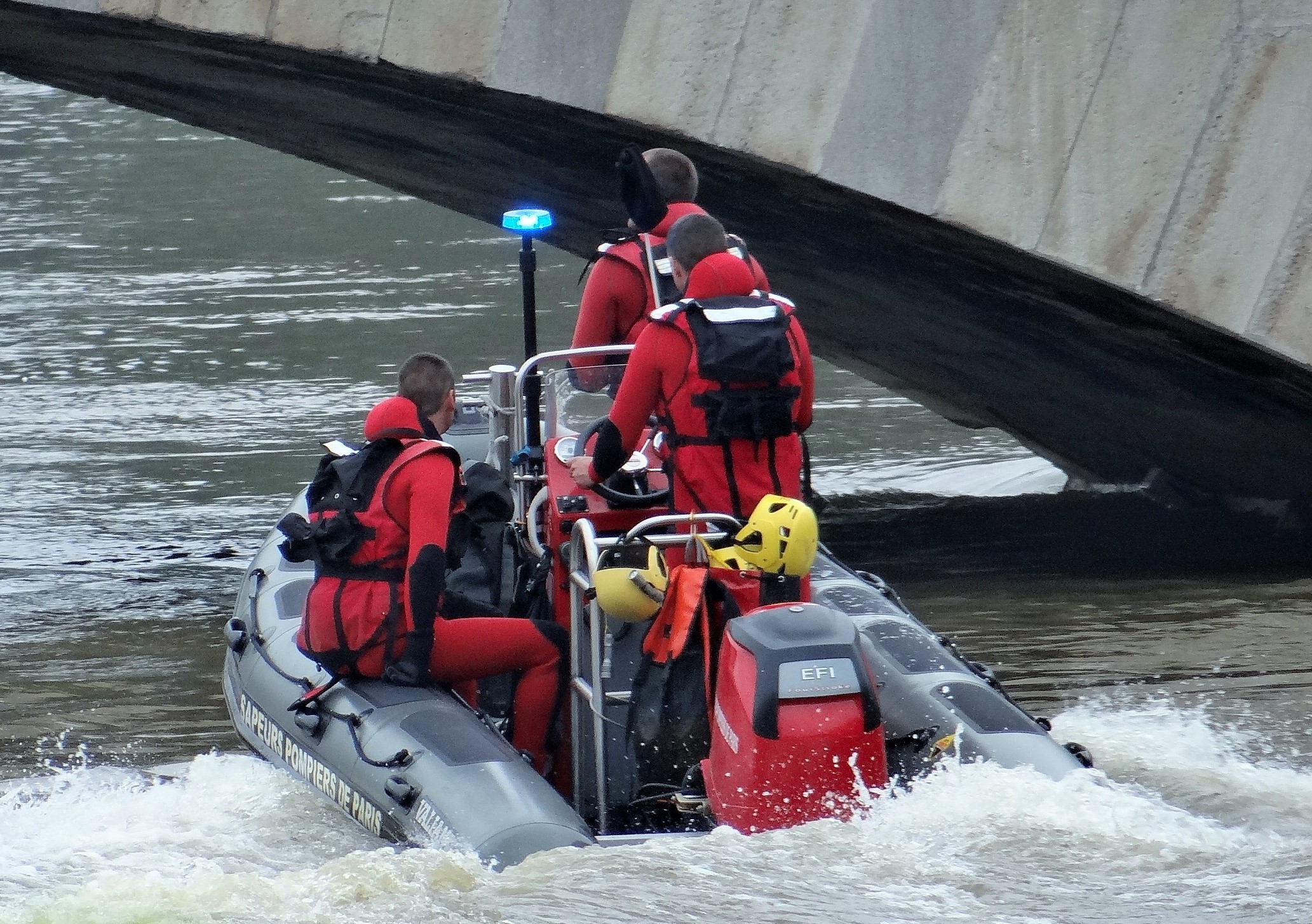
Crue de la Seine, juin 2016.
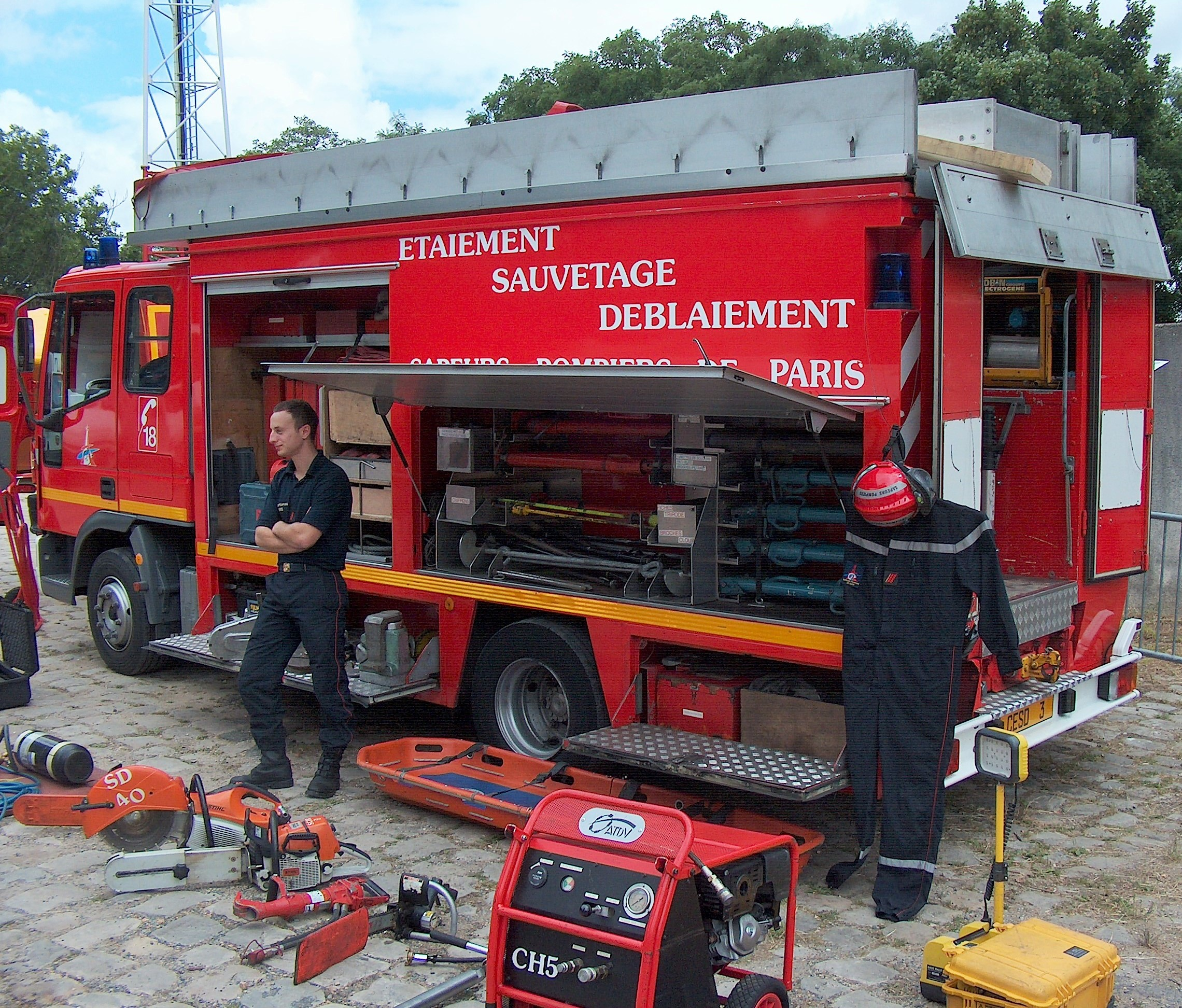
Étaiement, sauvetage, déblaiement.
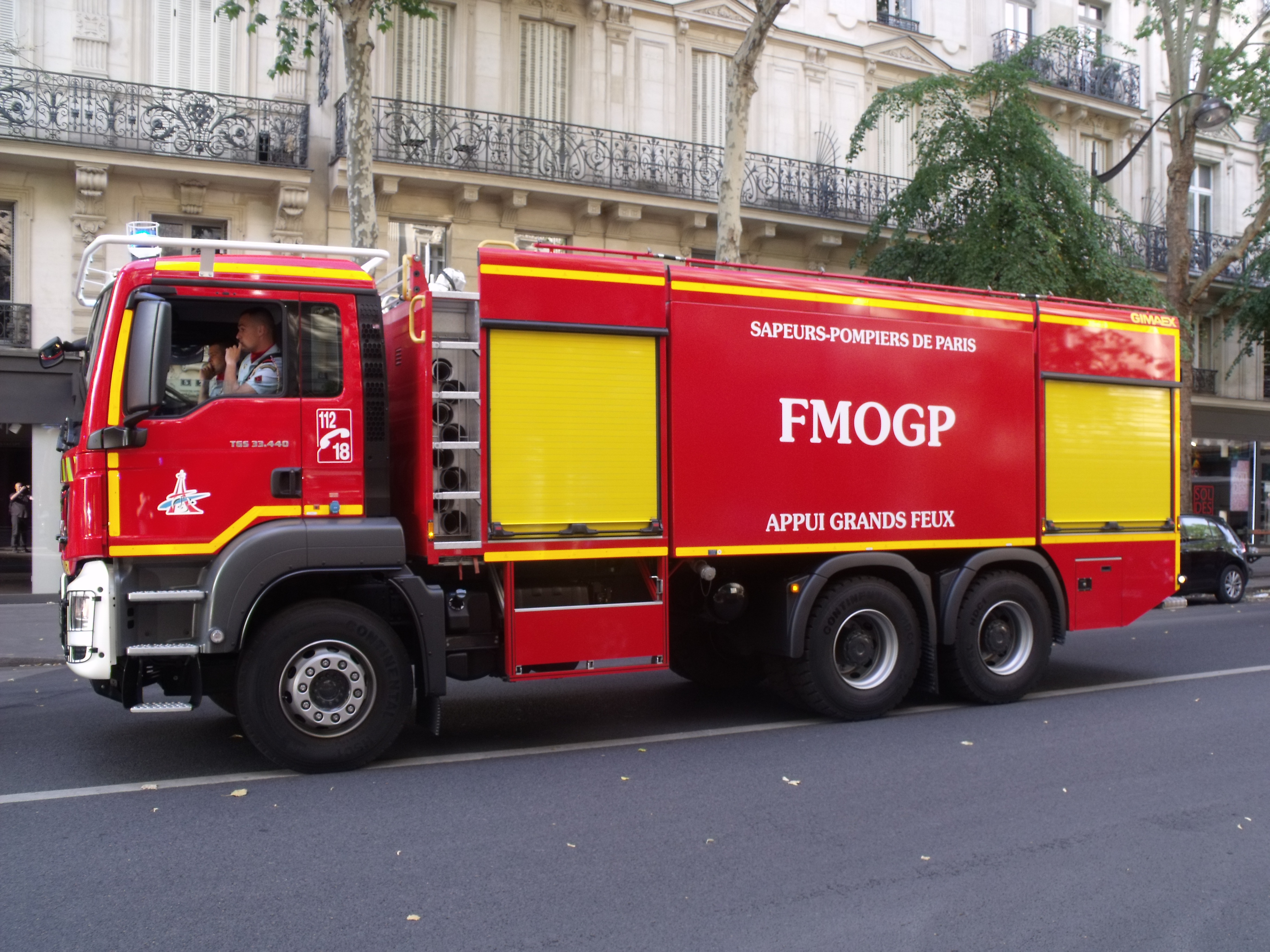
Fourgon mousse grande puissance, juillet 2019.
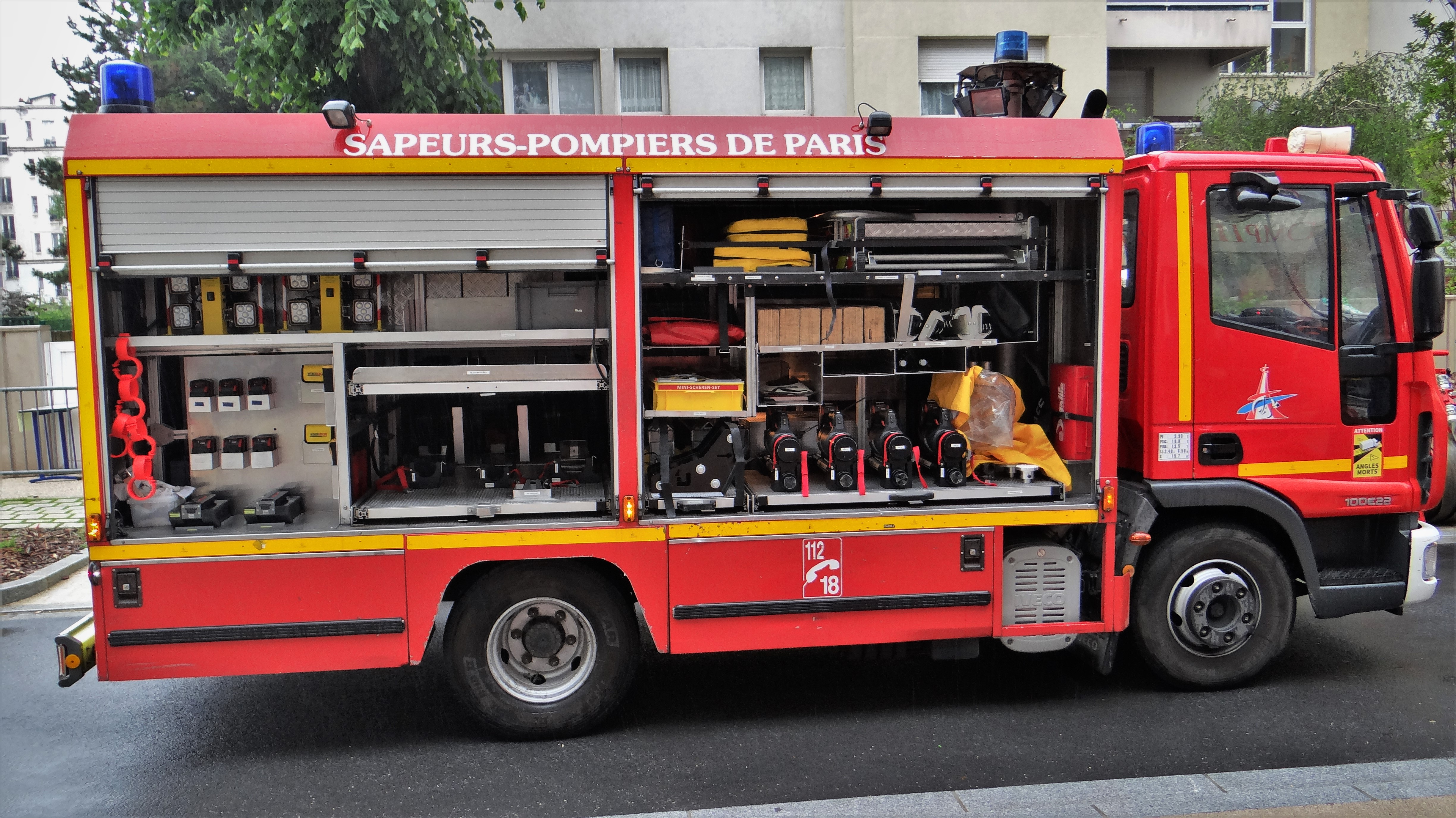
Véhicule de secours routier, juin 2024.

## Films & documentaires

### Chaîne de TV
- TF1, Sept à Huit *
  - Dans la réalité des pompiers de Paris, 2021, 46 minutes.

- France 2
  - Dans le secret des pompiers de Paris, 1998, 46 minutes.
  - Ils sont sapeurs-pompiers de Paris (2 épisodes) de Antoine Baldassari (2014), 55 minutes.

- France 3, Des racines et des ailes
  - Des femmes chez les pompiers de Paris de Jean-Baptiste Gallot (2002), 110 minutes.
  - Des femmes chez les pompiers de Paris, un an après de Jean-Baptiste Gallot (2003), 110 minutes.
    - Ensemble c'est mieux n°38 (2019), Pompiers de Paris, Allô j'écoute.
- France 4
  - Au péril de leur vie, les 50 ans des Pompiers de Paris de Guillaume Viart (2017), 94 minutes.

- M6, Zone Interdite
  - Pompiers de Paris : Allô le 18 ? de Jean-Baptiste Gallot et Frédéric Wilner (1997), 110 minutes.
  - Pompiers de Paris : les héros de l’urgence de Jean-Baptiste Gallot et Frédéric Wilner (1997), 40 minutes.
  - Pompiers de Paris : l’étoffe des héros de Jean-Baptiste Gallot (2002), 90 minutes.
  - Pompiers de Paris : un an avec l'élite des soldats du feu de  (2017), 99 minutes.
  - Pompiers de Paris : un an au cœur d’une unité d’élite de Manuel Laigre (2021), minutes.

- C8, Enquête sous haute tension 
  - Dans les secrets du stage commando des sapeurs-pompiers de Paris de Alexandra Routhiau (2018), 45 minutes.

- W9, Enquête d'action
  - Urgences en banlieue parisienne, les Pompiers en première ligne de  (2017), 104 minutes.
  - Urgence capitale, en immersion avec les Pompiers de Paris  de  (2017), 103 minutes.
  - Pompiers de Paris : les anges gardiens de la capitale de Cyril Vauzelle (2017), 48 minutes.
  - Pompiers de Paris : réveillon sous haute tension de  (2017), 98 minutes.
  - Pompiers de Paris : au cœur de la plus grande caserne d'Europe de  (2018), 67 minutes.
  - Pompiers de Paris : sauver Notre-Dame de  (2019), 46 minutes.
  - Pompiers de Paris : la caserne des beaux quartiers de  (2019), 55 minutes.
  - Pompiers de l'extrême : pour missions impossibles de  (2020), 80 minutes.
  - Pompiers de Vitry : des interventions sous tension de  (2021), 80 minutes

- RMC Découverte
  - Mission protection les anges gardiens de votre quotidien : Feu sacré de Sébastien Clech (2015), 58 minutes.
  - Notre dame, l'incendie du siècle de Simon Viguié (2020), 52 minutes.
  - Vintage Mecanic : Camion de pompiers Laffly (Saison 6 - Épisode 2) (2020), 69 minutes.

- RMC Story
  - été urgences de nuit et les Pompiers de paris de  (2017), 93 minutes.

- National Geographic
  - Notre dame, l'épreuve du feu de Simon Kessler, Fabrice Gardel et Josselin Mahot (2019), 44 minutes.

- Planète+ A&E
  -  Pompiers de Paris de Nicolas Dalaudier (2010), 53 minutes.

- TMC, 90' Enquêtes
  - Noël jour de l'an, pas de cadeaux pour les Pompiers de Paris de  (2018), 69 minutes.

- TFX, Appels d'urgence
  - Pompiers de Paris, les nouveaux héros de la capitale de  (2016), 75 minutes.
  - Pompiers leur vie en direct, les risques du métier (saison 2 épisoide 1) de  (2018), 68 minutes.
  - Pompiers de Paris, des héros au cœur de l'action de Laurent Huberson (2019), 75 minutes.
  - Reporters : Pompiers de Paris, les anges gardiens de la capitale de Laurent Huberson (2006), 50 minutes.

### Reportages JT
- Les sapeurs-pompiers de Paris à la recherche de nouvelles recrues (20H : 1er octobre 2014) sur TF1
- Pompiers de Paris : les gymnastes de la BSPP à l'entraînement (Édition régionale : 10 avril 2018) sur France 3
- Portrait d'un sapeur pompier de Paris (Édition régionale : 25 mars 2019) sur France 3
- Des chiens-sauveteurs chez les sapeurs-pompiers de Paris (La Quotidienne : 22 avril 2020) sur France 5

### Films et séries
- La bataille du feu de Maurice de Canonge (1949)
- Les soldats du feu : l’histoire des sapeurs-pompiers de Paris d'Alain Pitten et Yves Billon (2011)
- Sauver ou périr de Frédéric Tellier (2018)
- 13 novembre : Fluctuat nec mergitur de Jules Naudet et Gédéon Naudet, 3 épisodes, Netflix (2018)
- La Part du feu de Hervé Hadmar, 6 épisodes de 60 minutes, Netflix, en 2022
- Notre-Dame brûle de Jean-Jacques Annaud (2022)